# Azia Avto
Azia Avto OAG (kasachisch Азия Авто, Asija Awto) ist ein am 9. November 2000 von der Regierung Kasachstans über die interne Fallnummer № 1684 gegründetes Werk zur Montage von Automobilen. Die zusammengebauten Fahrzeuge werden im kasachischen Inland durch das Händlernetzwerk der Bipek Avto vertrieben. Der Unternehmenssitz befindet sich in Öskemen. Die Unternehmensleitung untersteht Jerschan Orasbekowitsch Mandijew.

## Geschichte
Als erster Partner konnte man am 21. Dezember des Gründungsjahres die AwtoWAS über die Aushandlung eines Rahmenvertrages gewonnen werden. Diese übernimmt die Anlieferung der Fahrzeug- und Ersatzteile. Am 14. Juni 2001 kaufte der Staat von der Valmet Automotive eine Produktionsstraße ab, die bis dato für die Montage von Saab- und Porsche-Fahrzeugen benutzt worden war. Am 23. Juli wurde die heutige Werkshalle aus dem Bestand von Wostokmaschsawod aufgekauft. Erst im August einigte sich das Komitee für eine Gewährung von Fördermaßnahmen. Im Oktober richtete das Unternehmen Dürr dann auch die Lackierstraße des Werkes ein.
Die Produktion nahm das Werk dann am 9. Dezember 2002 mit dem Lada Niva auf. Das zweite Modell, der Lada 2107, folgte am 4. Februar 2003. Das zweite Abkommen vereinbarte am 9. April 2004 der stellvertretende Minister für Industrie und Handel Miroslav Somol, der den Verhandlungspartner Škoda Auto vertrat. Damit sollten vor allem die staatlichen Handels- und Wirtschaftsbeziehungen zwischen Kasachstan und der Tschechischen Republik gefestigt werden. Als drittes Pkw-Modell wird so seit dem 18. August 2005 der Škoda Octavia Tour gebaut. Der Škoda Superb folgte am 27. Juli 2006. Seit dem 2. Juli 2009 wird das Modell in der zweiten Generation als Škoda Superb B6 montiert.
Das dritte Abkommen kam schließlich am 7. März 2007 mit GM Daewoo zustande. Dazu hatte man das Werk mit einer Investition von 7.382.600.000 KZT ausgebaut und das Unternehmen rechtlich in eine offene Aktiengesellschaft umgewandelt. Drei Modelle der Marke Chevrolet sollen demnächst vom Band rollen. Die Belegschaft erhielt zudem eine Schulung in südkoreanischen Werken. Als Reaktion auf das neue Abkommen reagierte AwtoWAS am 4. Mai und lieferte um sich eine stärkere Präsenz auf dem lokalen Markt zu sichern nun 150 CKD-Bausätze vom Lada Samara 21099. Die Zahl sollte noch im selben Jahr auf 1500 Einheiten steigen. Seit dem 20. Juni wird das Modell teilweise in den eigenen Hallen des Werkes hergestellt. Am 15. Juni dagegen startete GM die Montage der Modelle Chevrolet Captiva, Chevrolet Epica und Chevrolet Lacetti. Der Škoda Octavia Tour bekam dann am 30. September 2008 den Škoda Octavia A5 als modernen Bruder als Parallelmodell gegenübergestellt. Dieser wird nun auch wie der Lada Samara teilweise in Öskemen produziert. Im September 2009 wurde der veraltete Lada Niva dann um seine neue Generation ergänzt, die auf anderen Märkten als GM-AvtoVAZ Chevrolet Niva bekannt ist. Das alte Modell wird noch unter dem Namen Lada 4x4 weitergebaut.
Als erste vollständig in Öskemen produzierten Fahrzeuge starteten am 6. Mai 2010 der Chevrolet Aveo und der Chevrolet Cruze. Bereits sechs Tage später etablierte das Unternehmen die Modelle Kia Cerato, Kia Mohave und den Kia Sorento auf dem kasachischen Heimatmarkt. Diese werden ebenfalls vollständig in Öskemen hergestellt. Seit dem 16. März dagegen werden in dem Werk auch der Cadillac SRX, der Cadillac Escalade, der Cadillac CTS. Nach mehreren Pressebekanntgaben sollen demnächst auch der Škoda Fabia, der Škoda Yeti, der UAZ Hunter, der UAZ Patriot und der Kia Soul hergestellt werden. Zudem soll auch der Lada Granta hier in einer Stückzahl von 200.000 Einheiten jährlich entstehen, welcher sich die Plattform mit Schwestermodellen aus dem Hause Renault und Nissan teilen wird.

## Modellübersicht

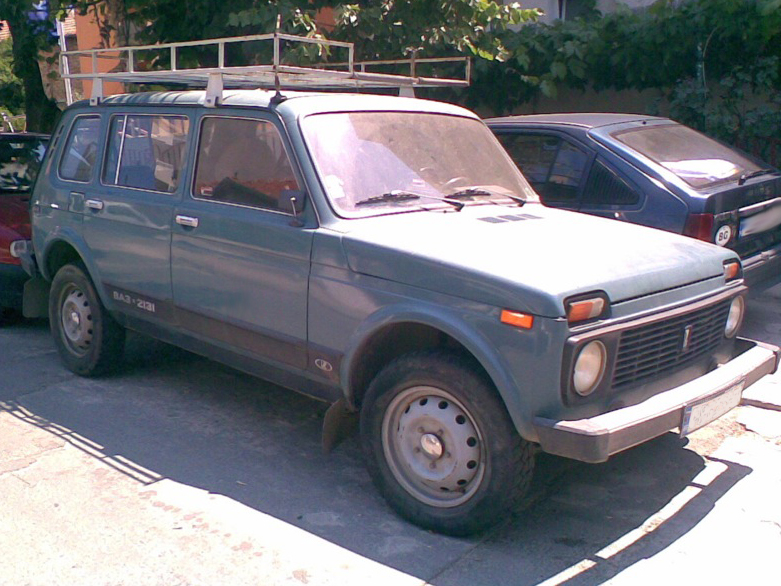
Lada Niva 12/2002 bis 9/2009
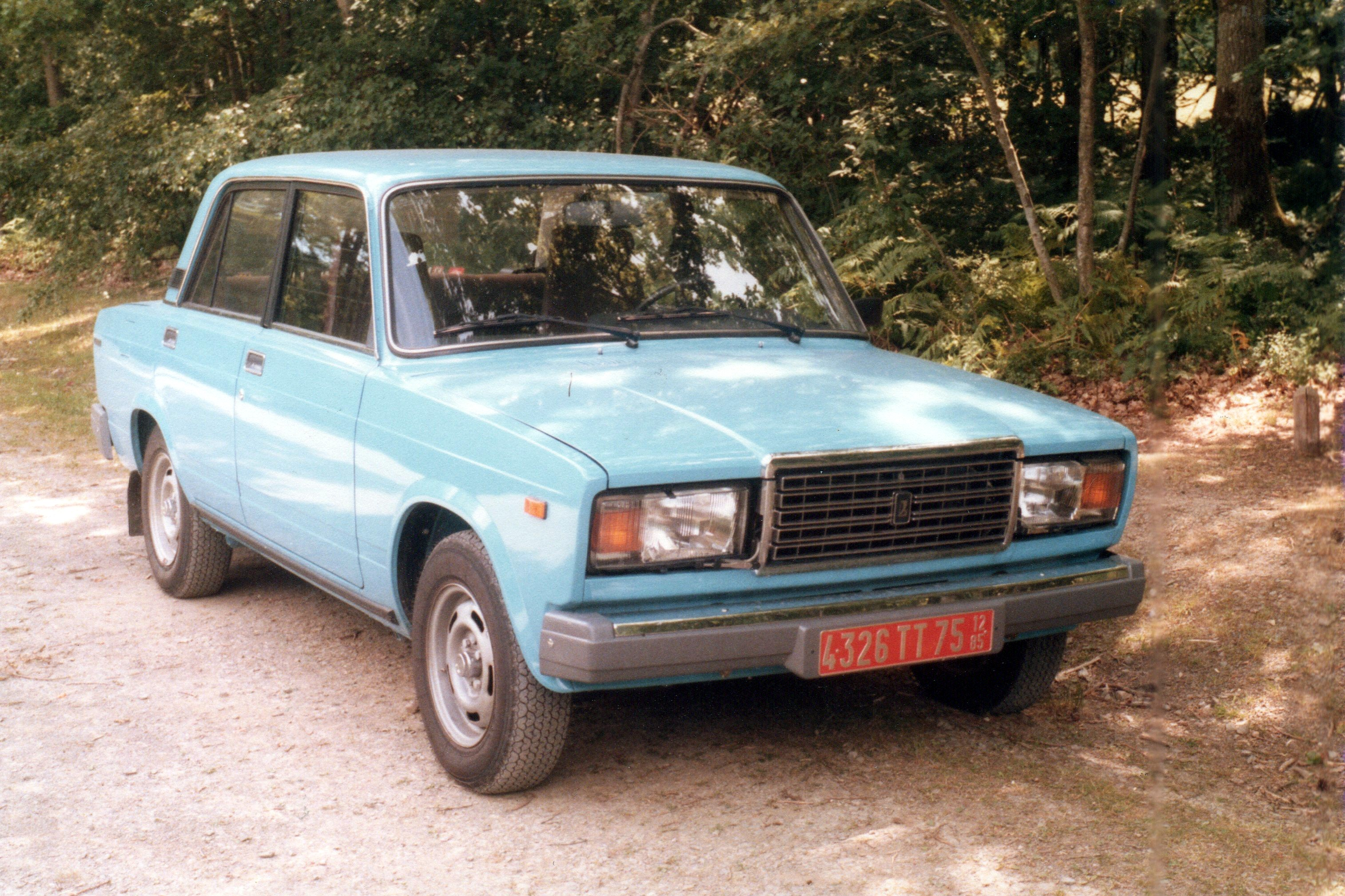
Lada 2107 seit 2/2003
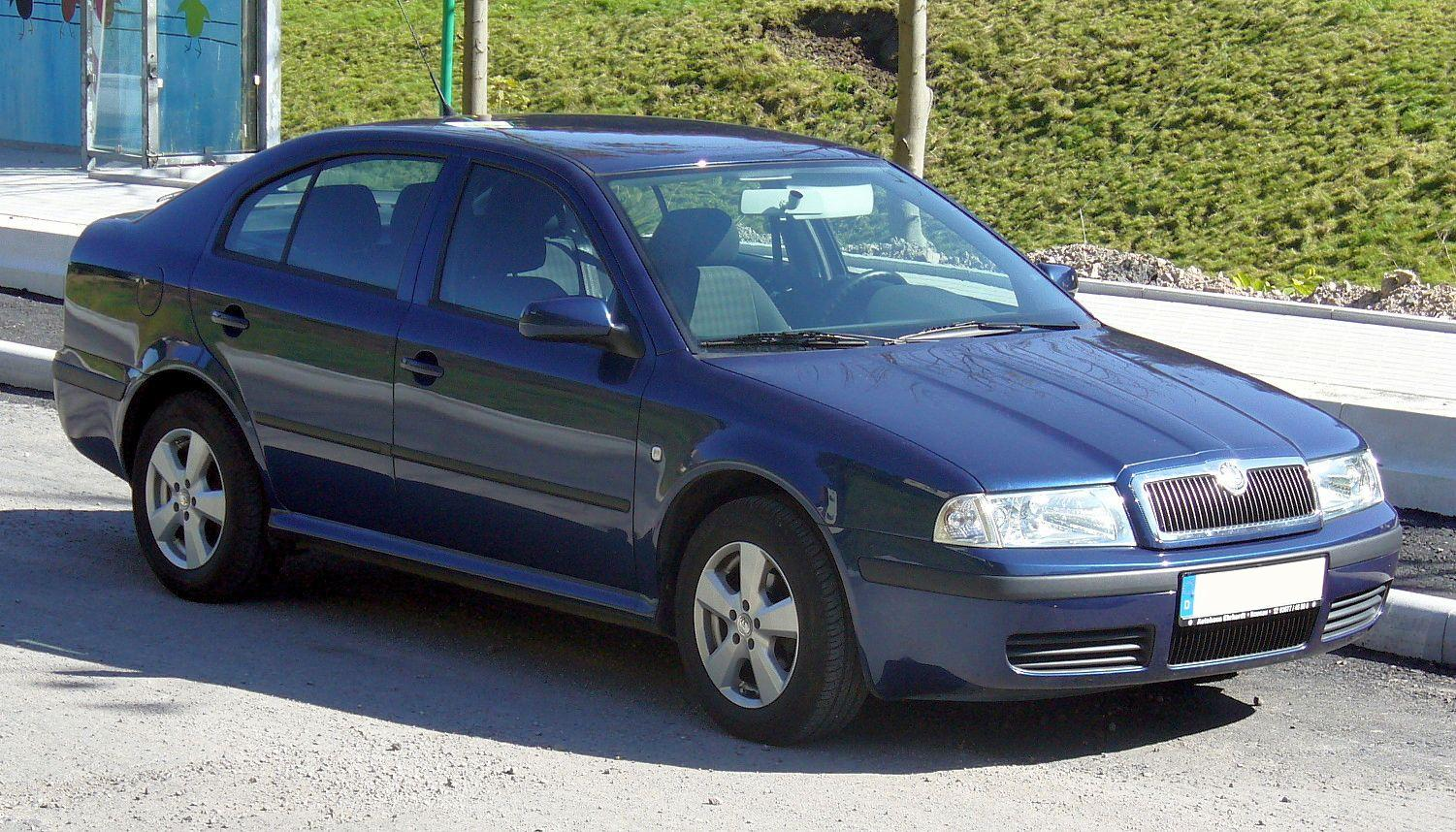
Škoda Octavia Tour 8/2005 bis 1/2011
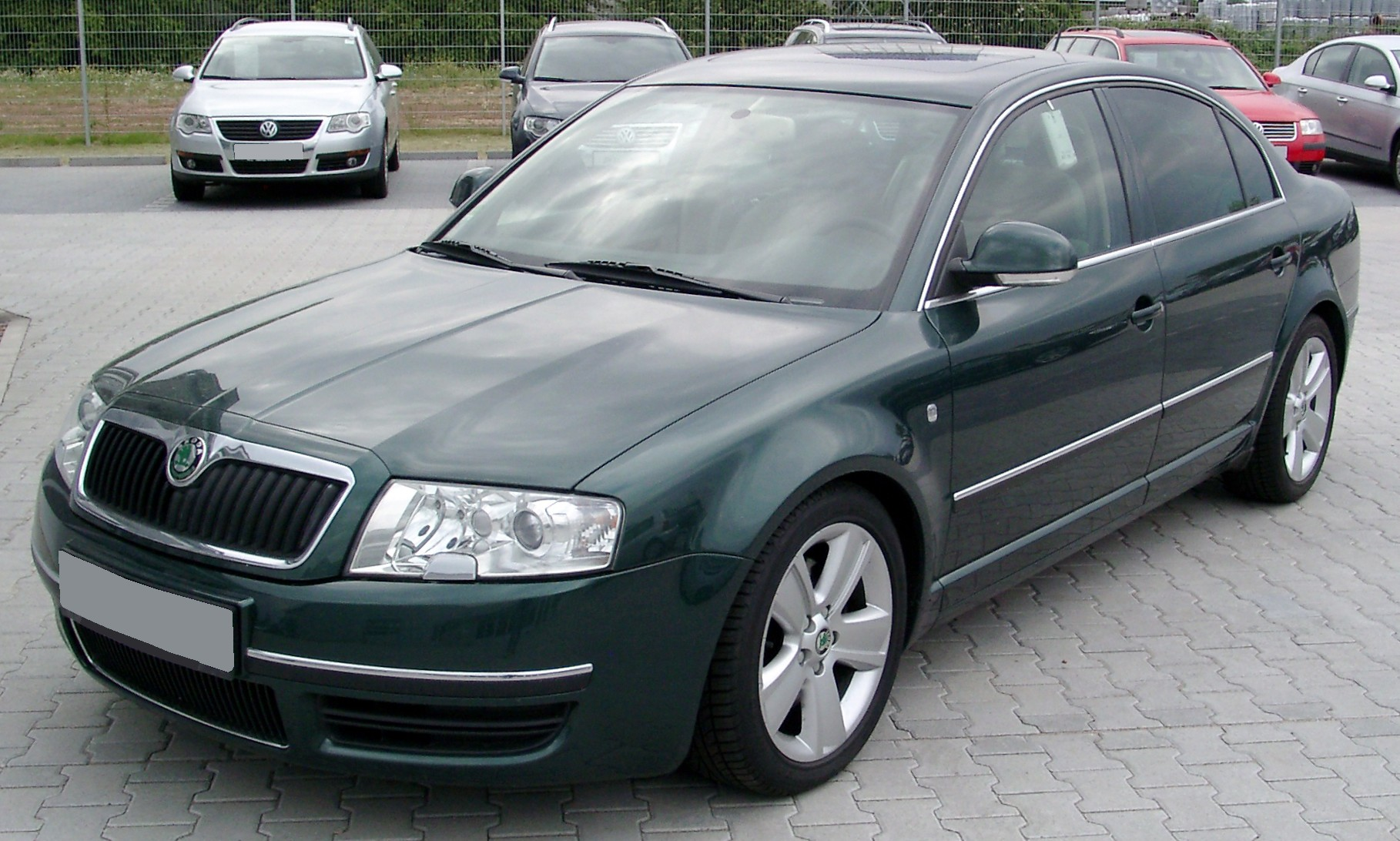
Škoda Superb 7/2006 bis 7/2009
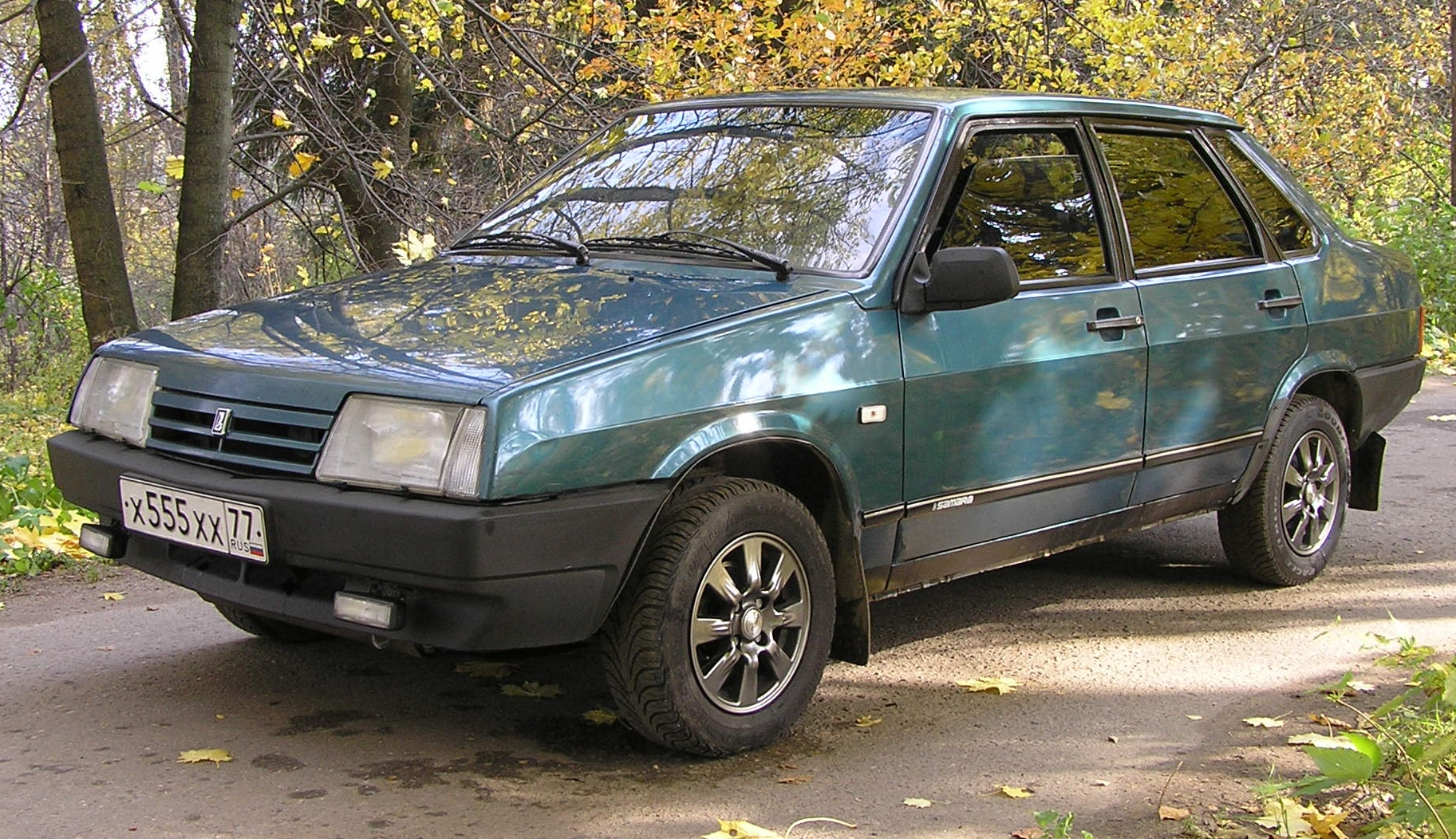
Lada Samara 21099 nur 5/2007
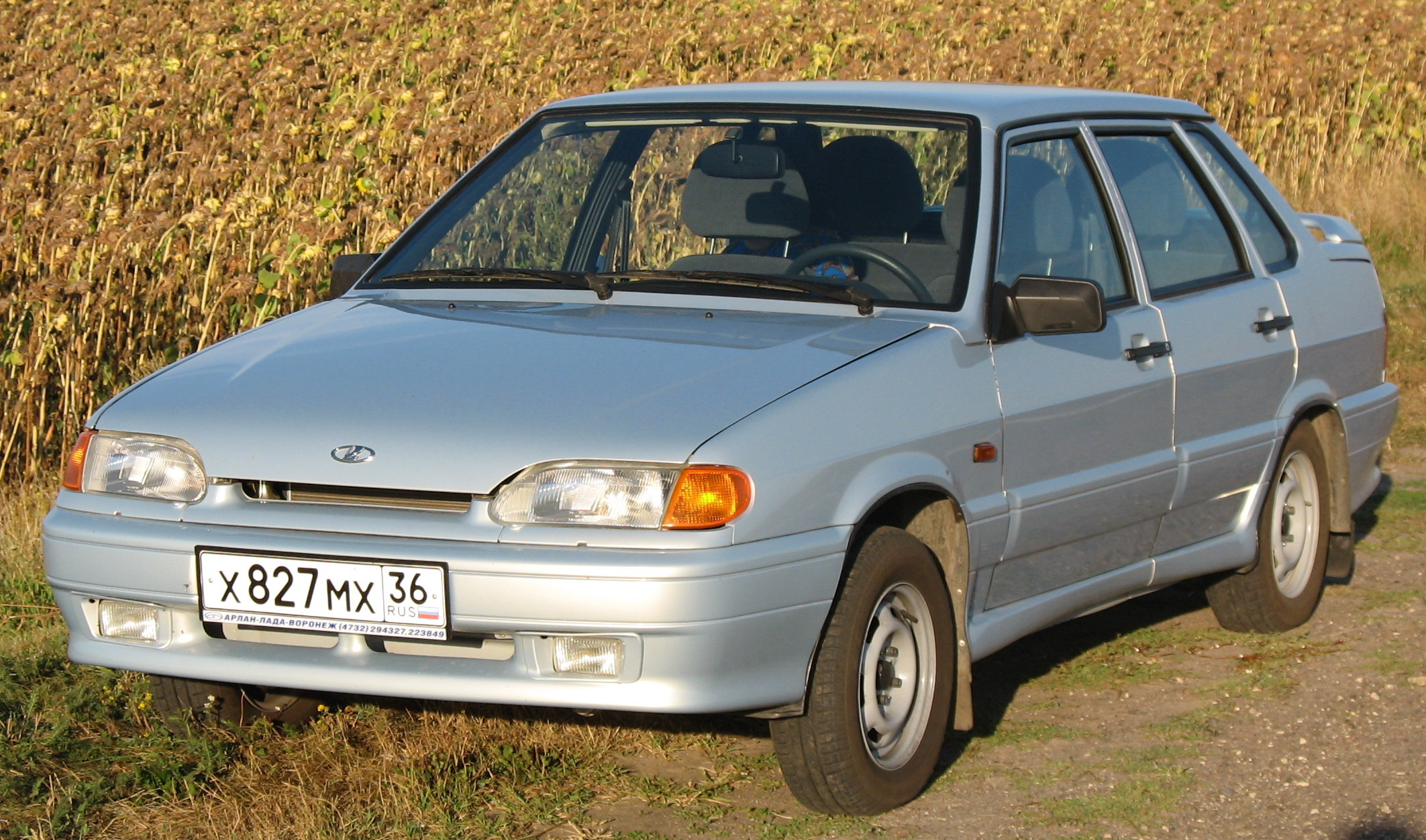
Lada Samara 2115 seit 5/2007
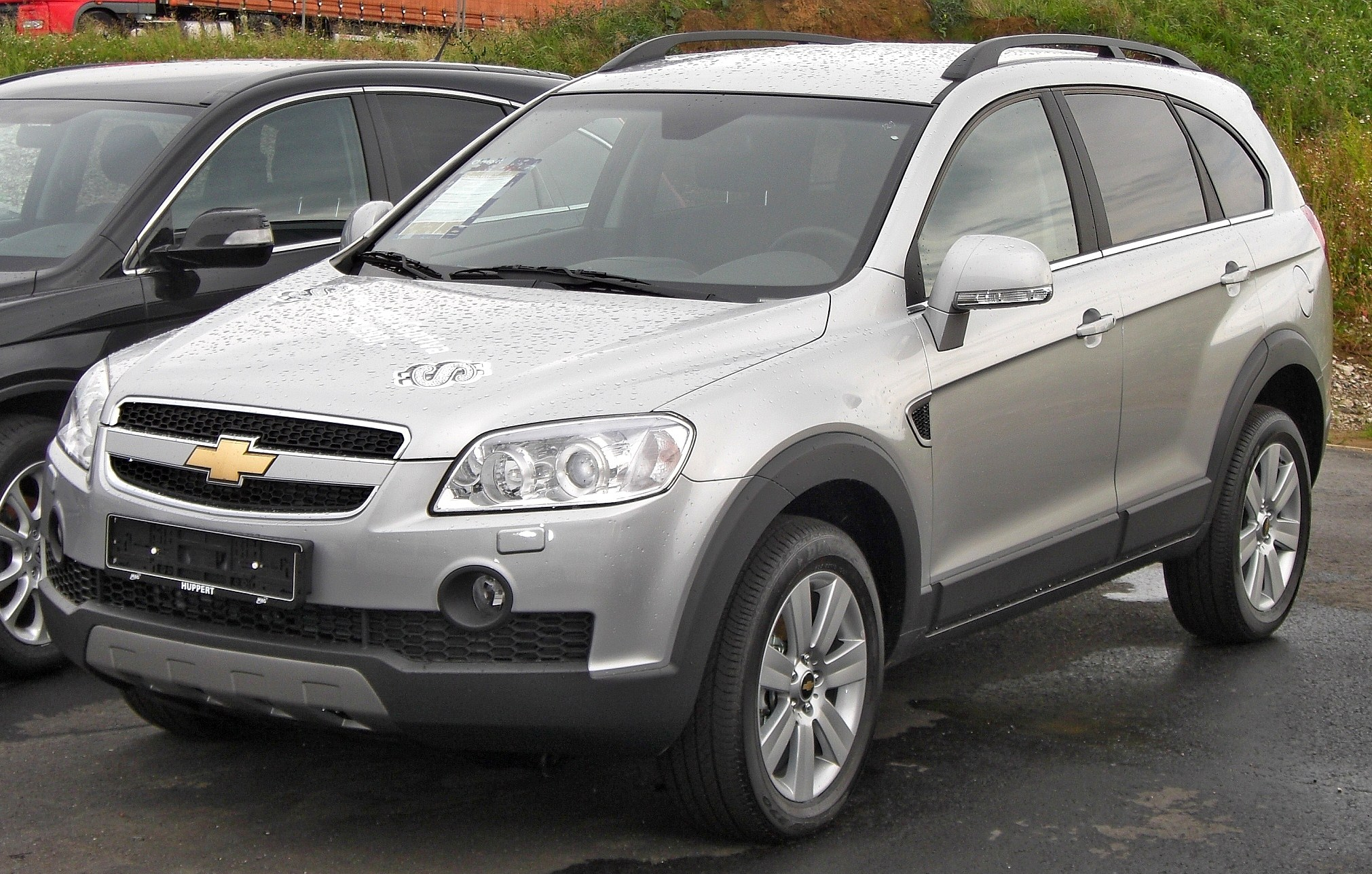
Chevrolet Captiva seit 7/2007
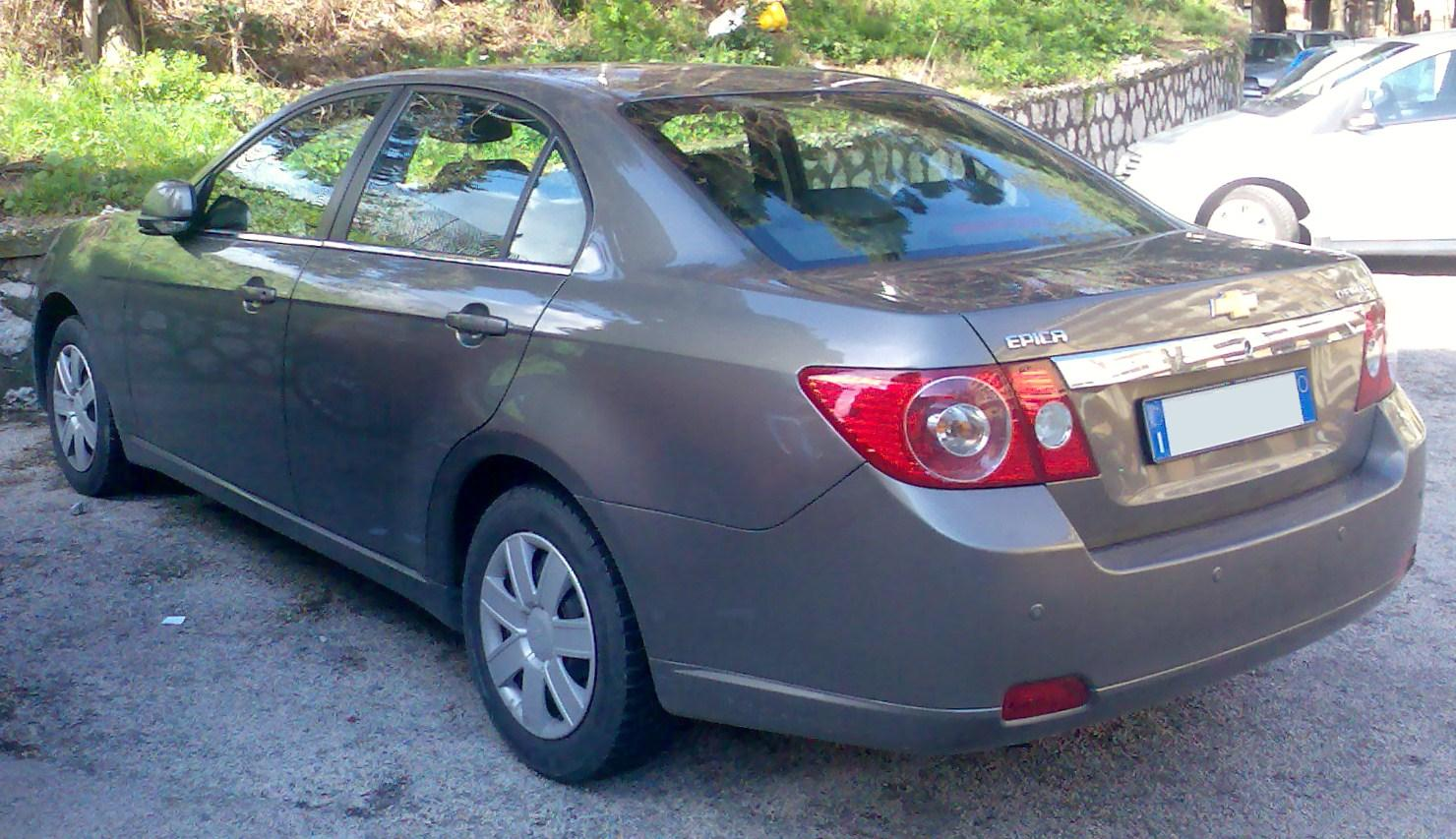
Chevrolet Epica seit 7/2007
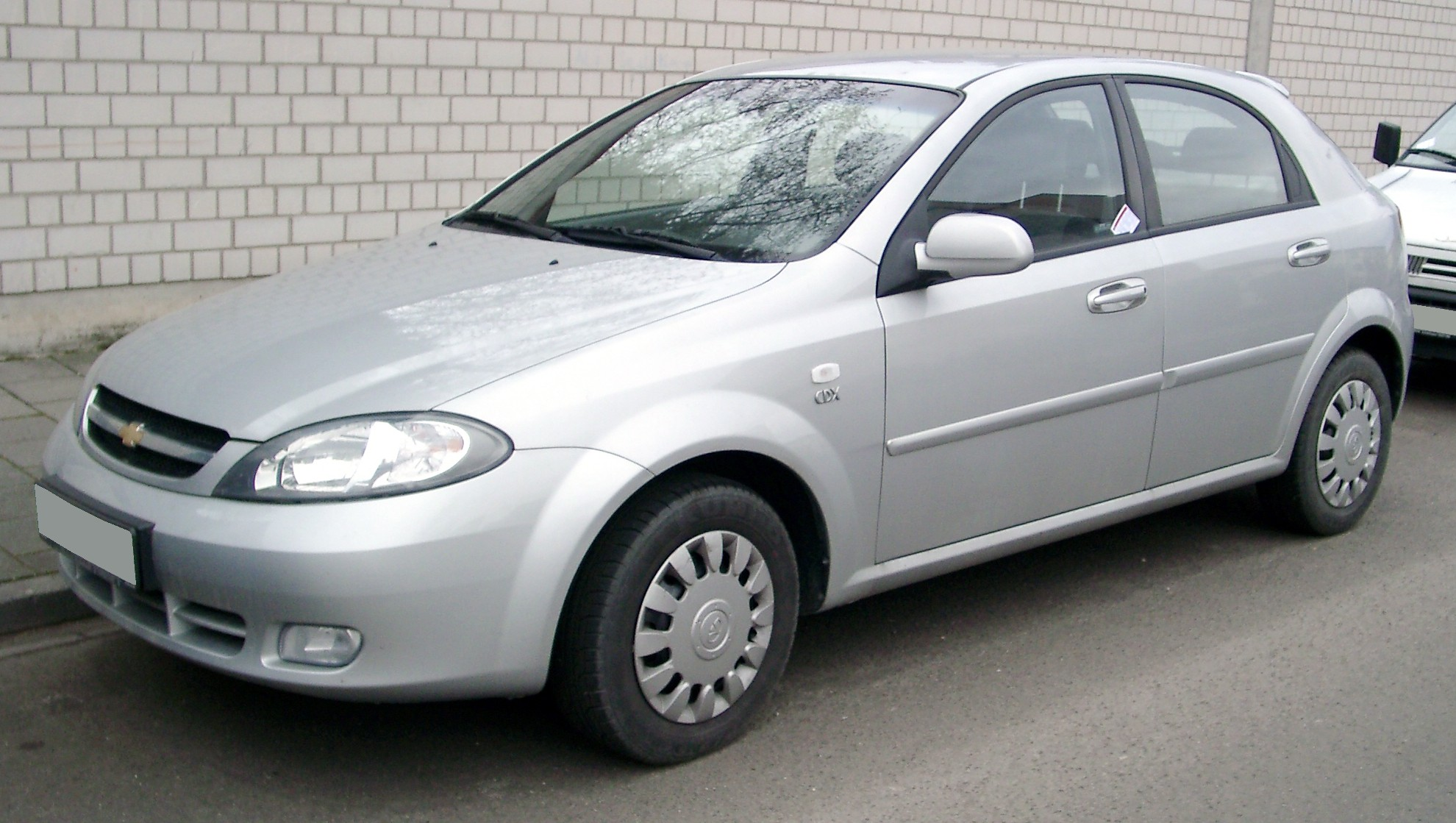
Chevrolet Lacetti Hatchback seit 7/2007
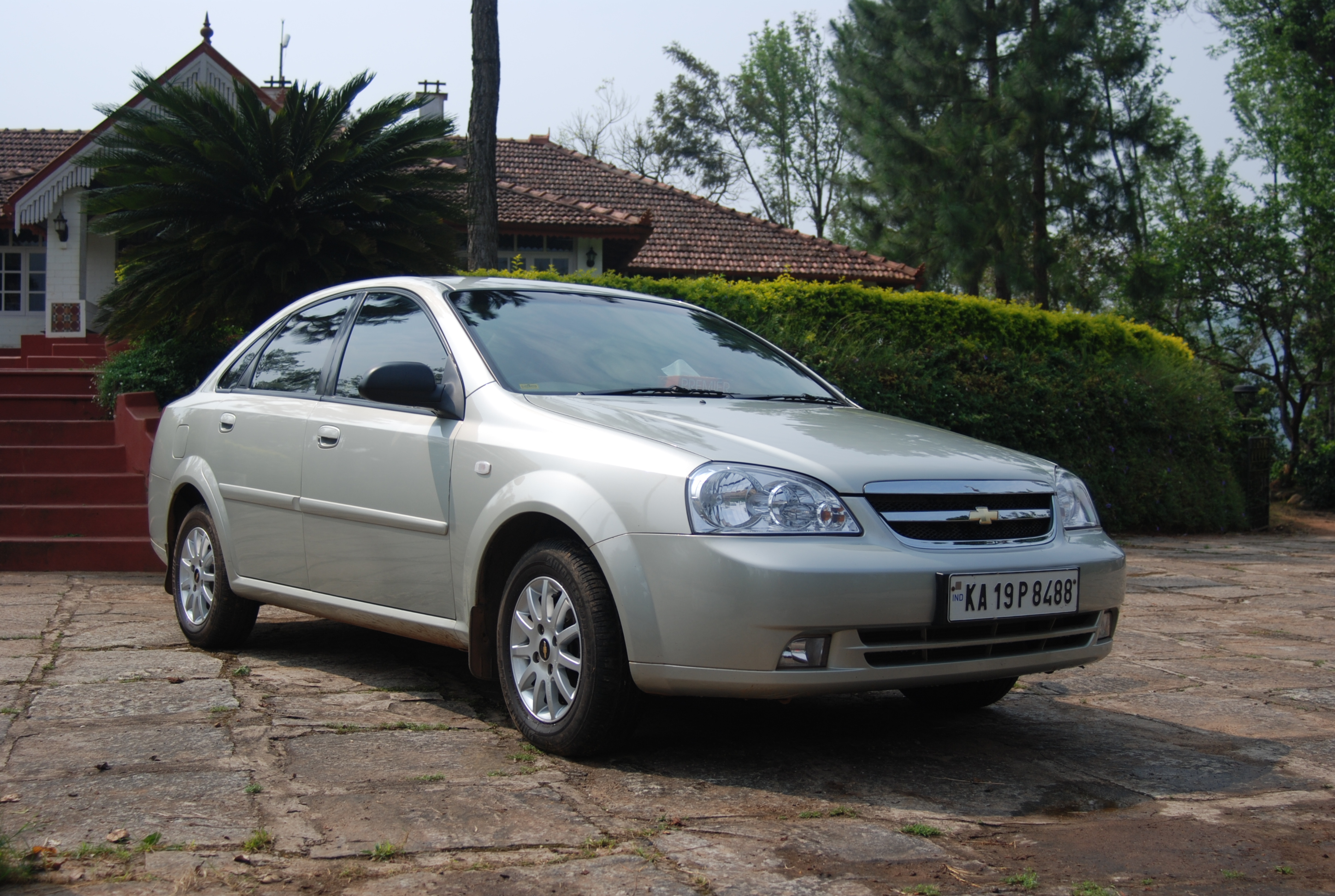
Chevrolet Lacetti Sedan seit 7/2007
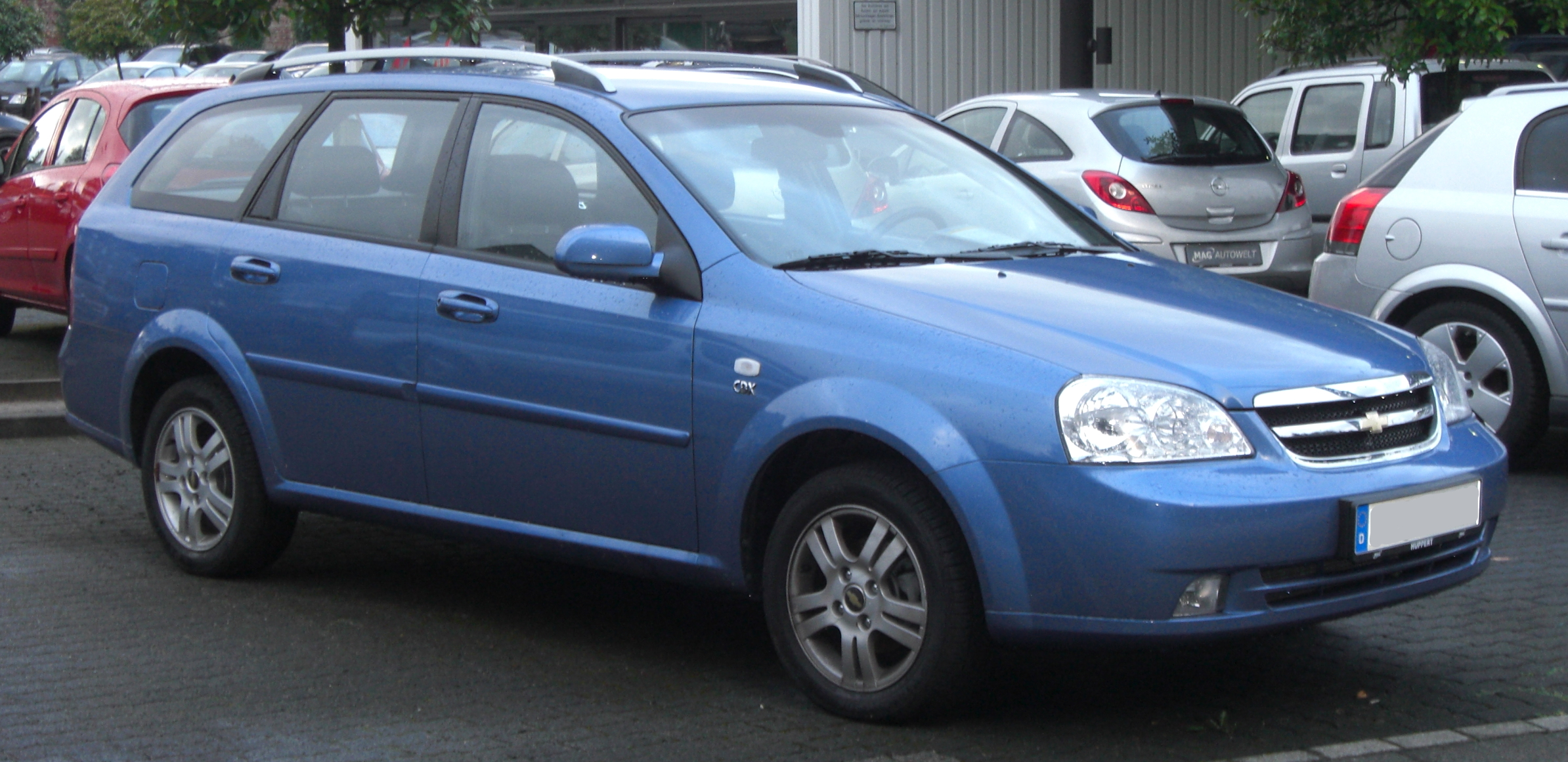
Chevrolet Lacetti Wagon seit 7/2007
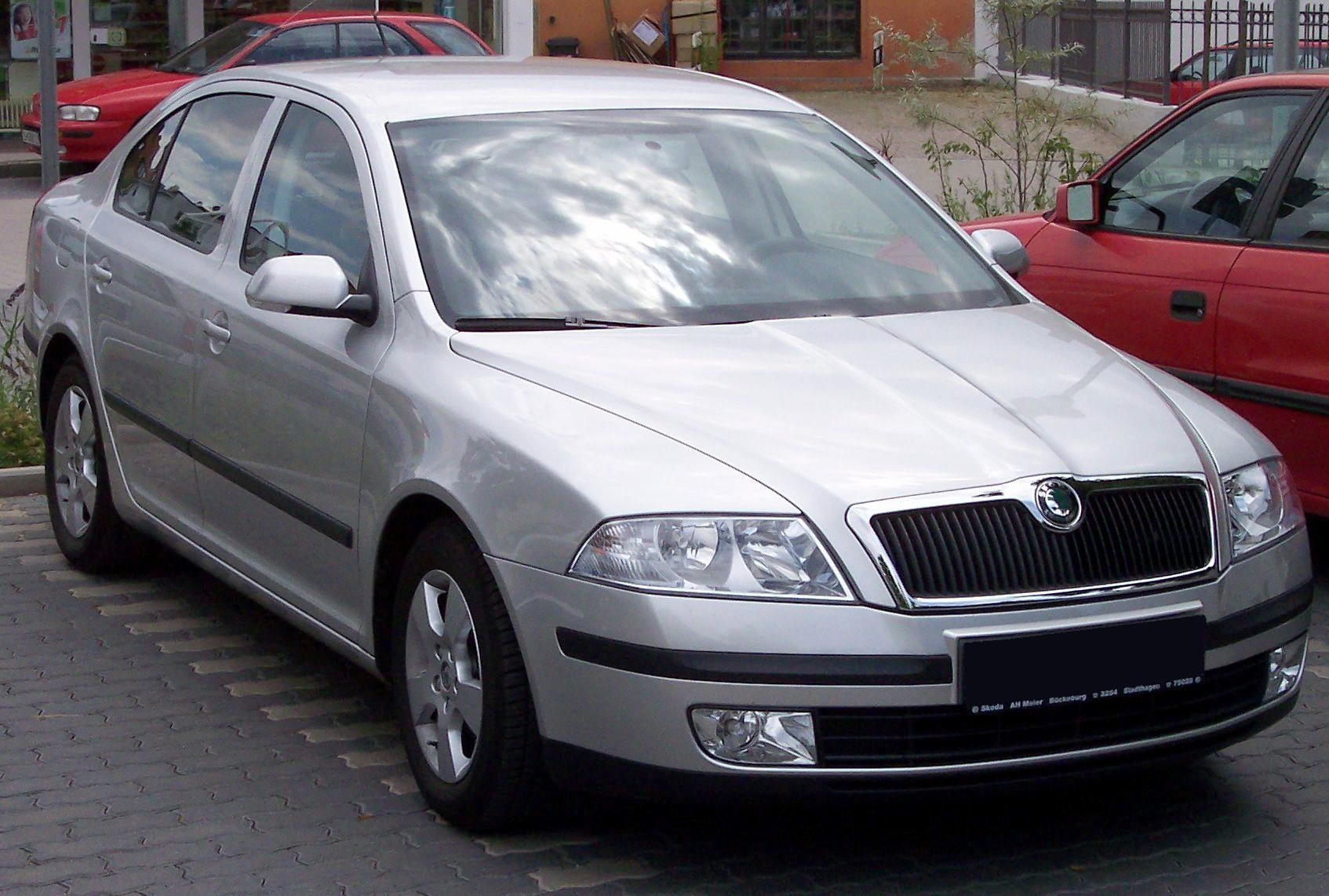
Škoda Octavia A5 seit 9/2008
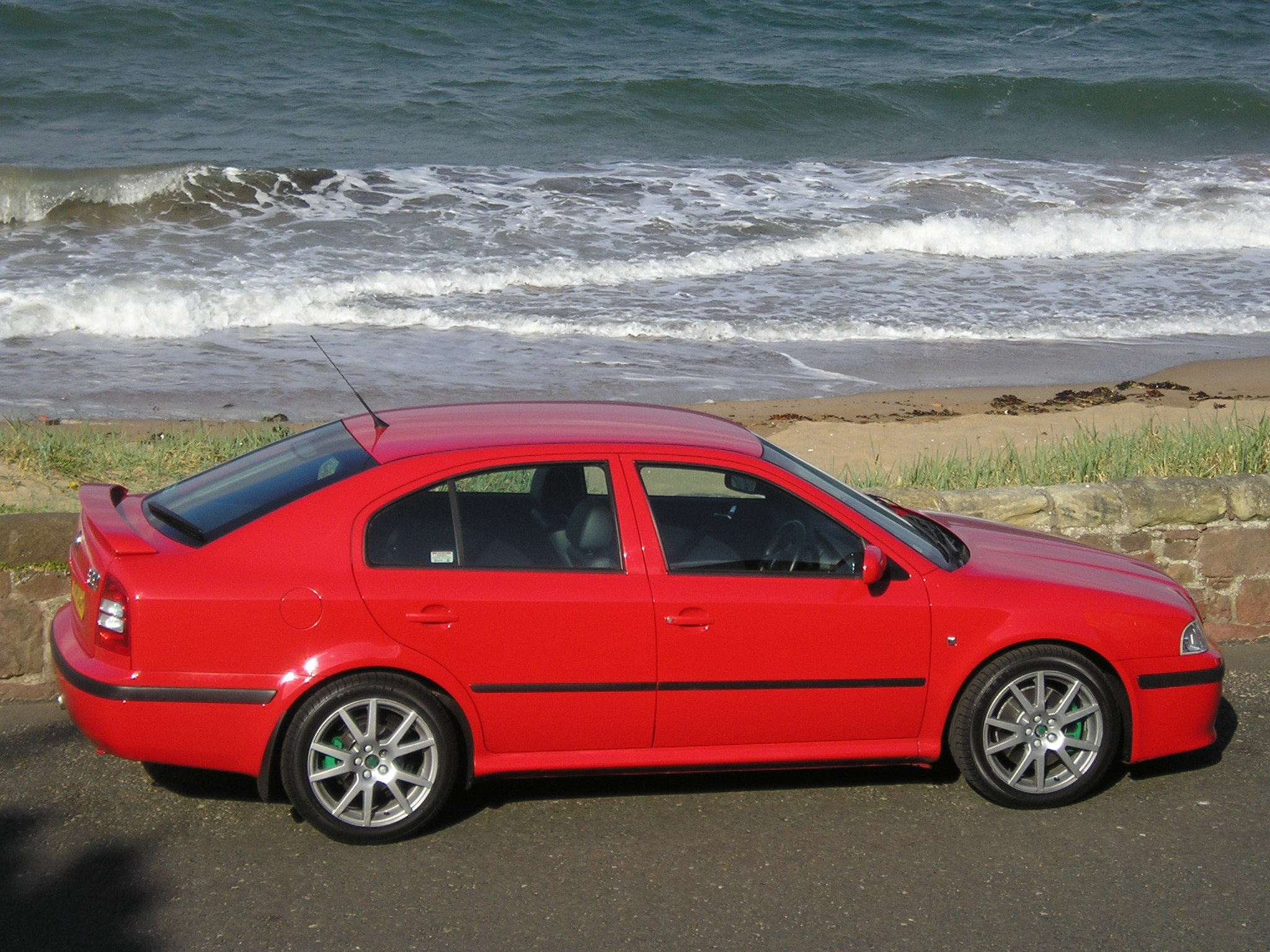
Škoda Octavia Tour RS 6/2009 bis 1/2011
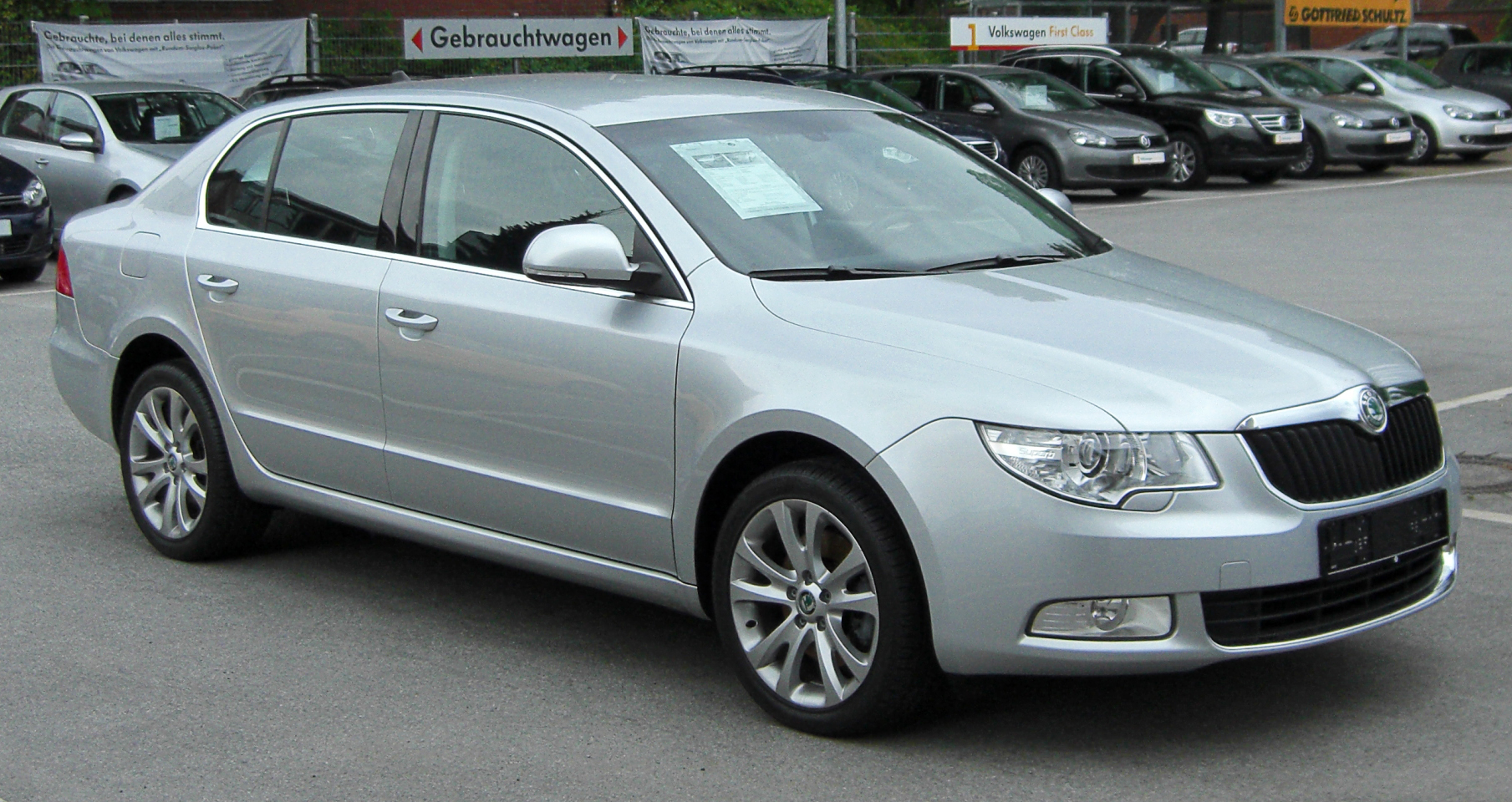
Škoda Superb B6 seit 7/2009
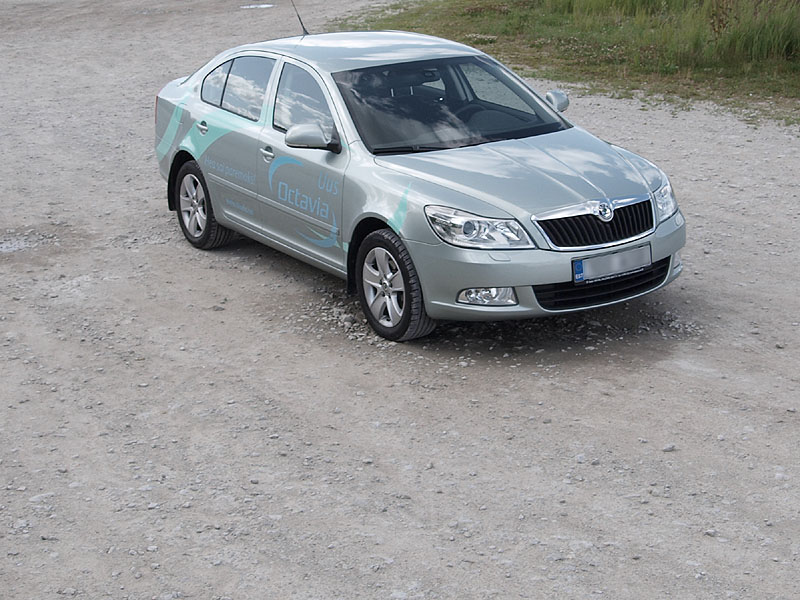
Škoda Octavia A5 FL seit 7/2009
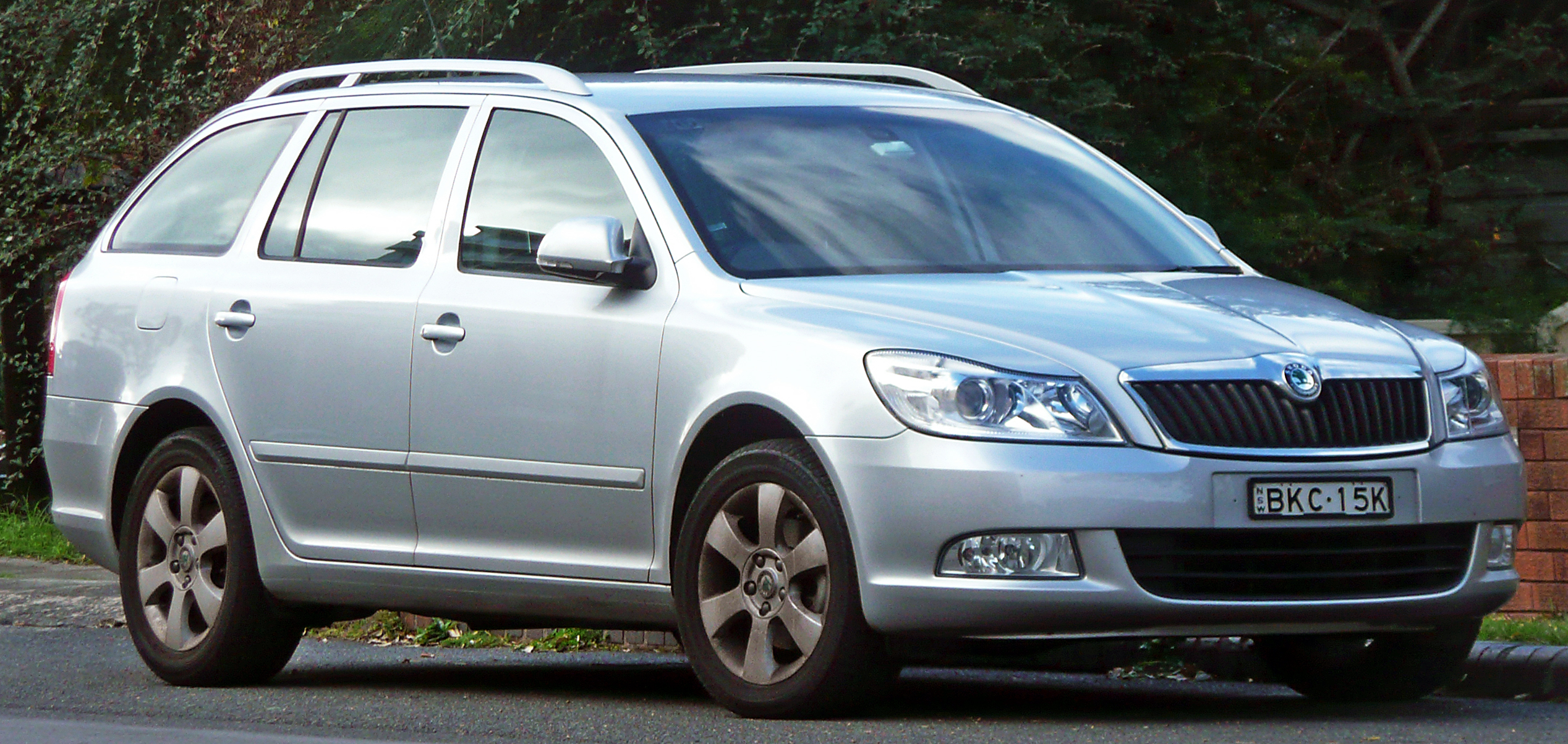
Škoda Octavia A5 FL Combi seit 7/2009
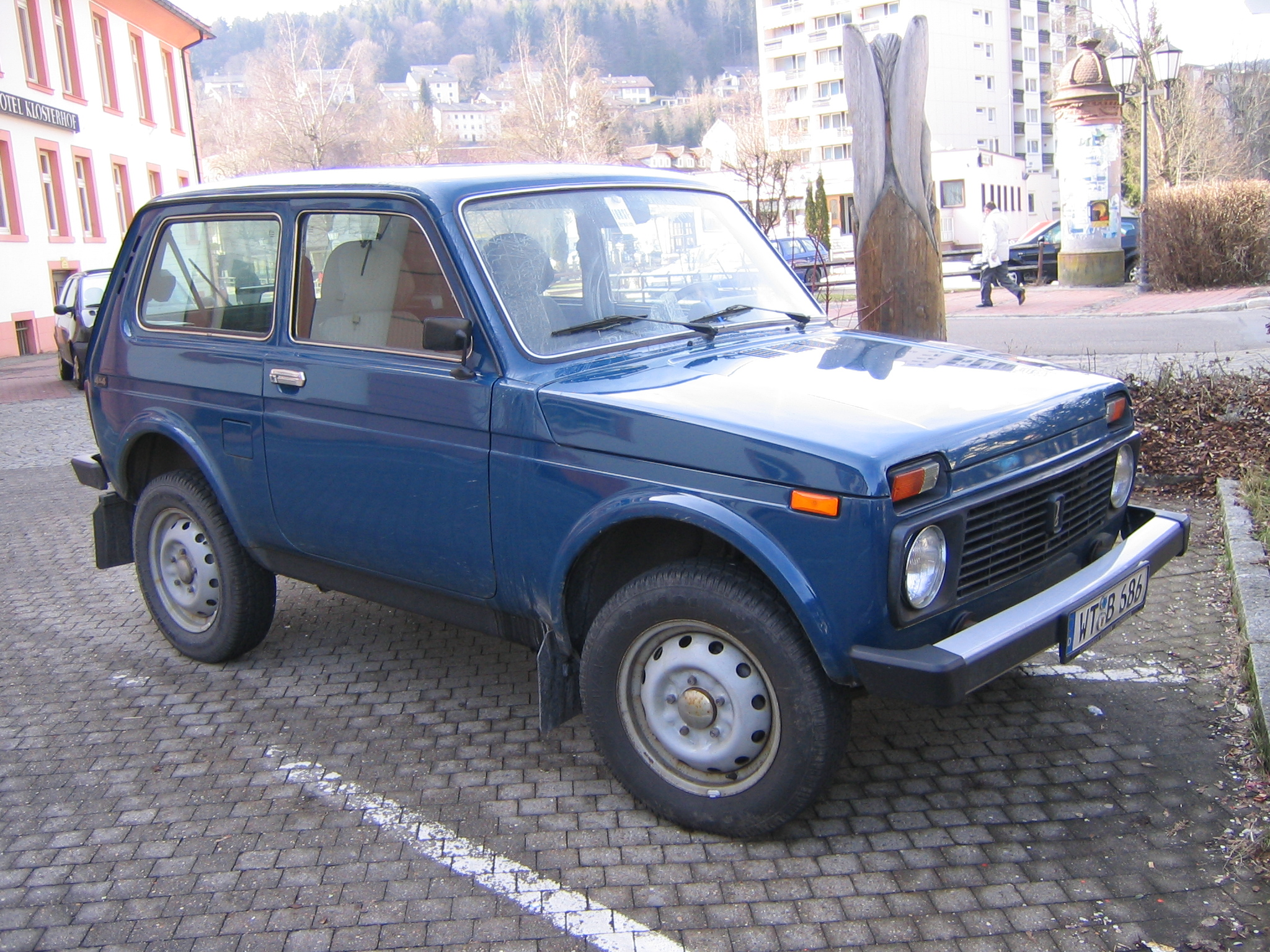
Lada 4x4 seit 9/2009
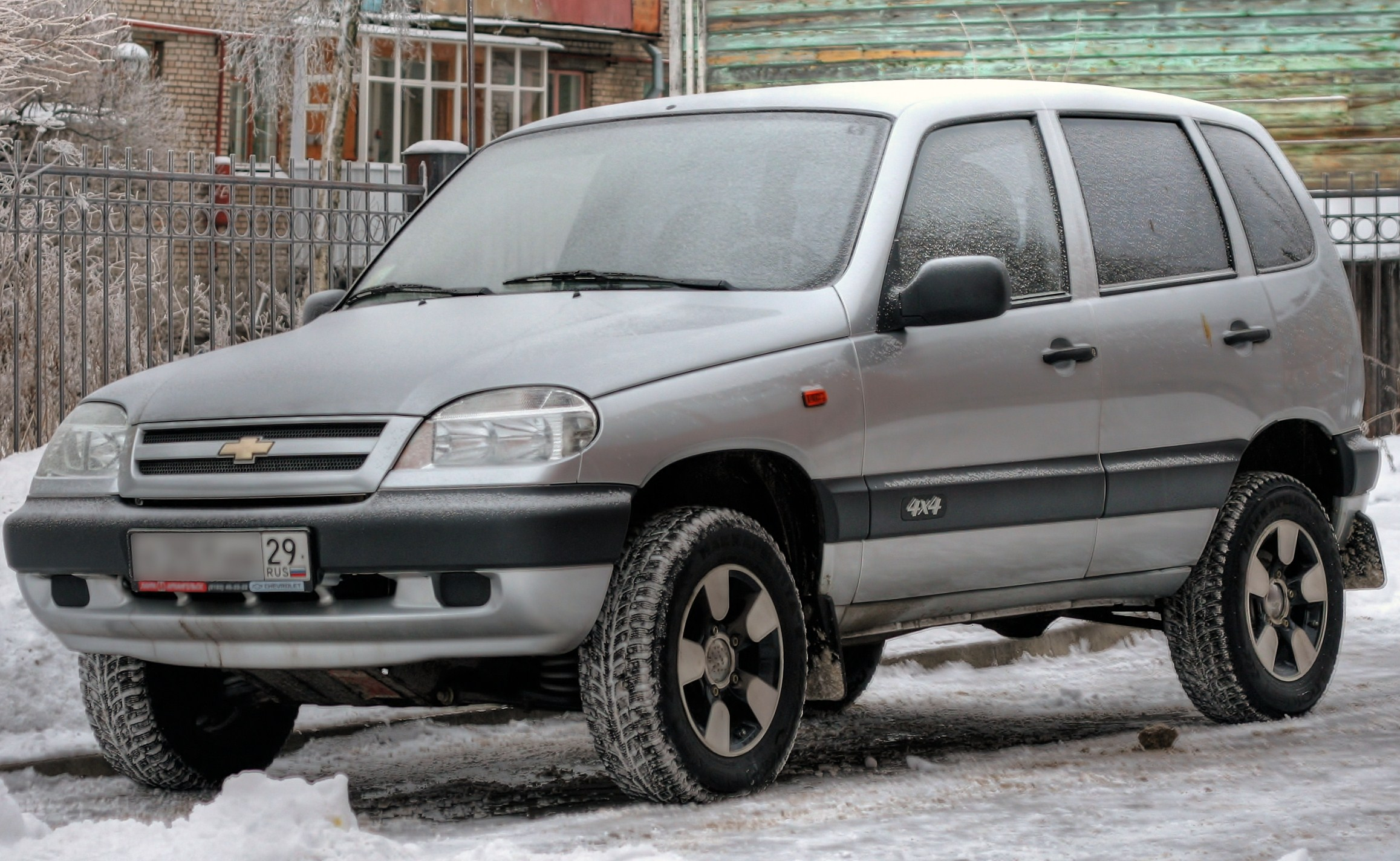
Lada Niva 9/2009 bis 2/2011
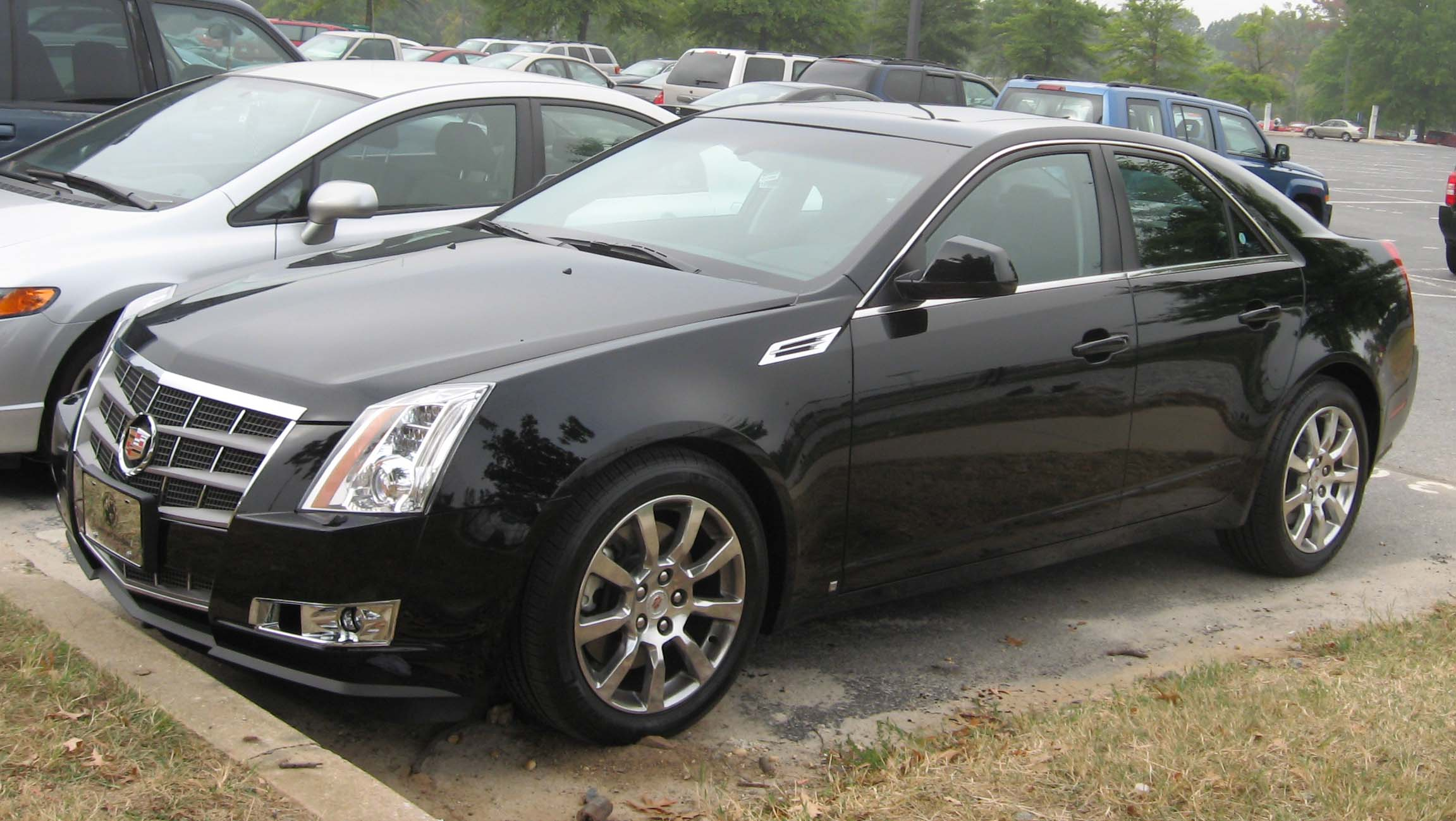
Cadillac CTS seit 3/2010
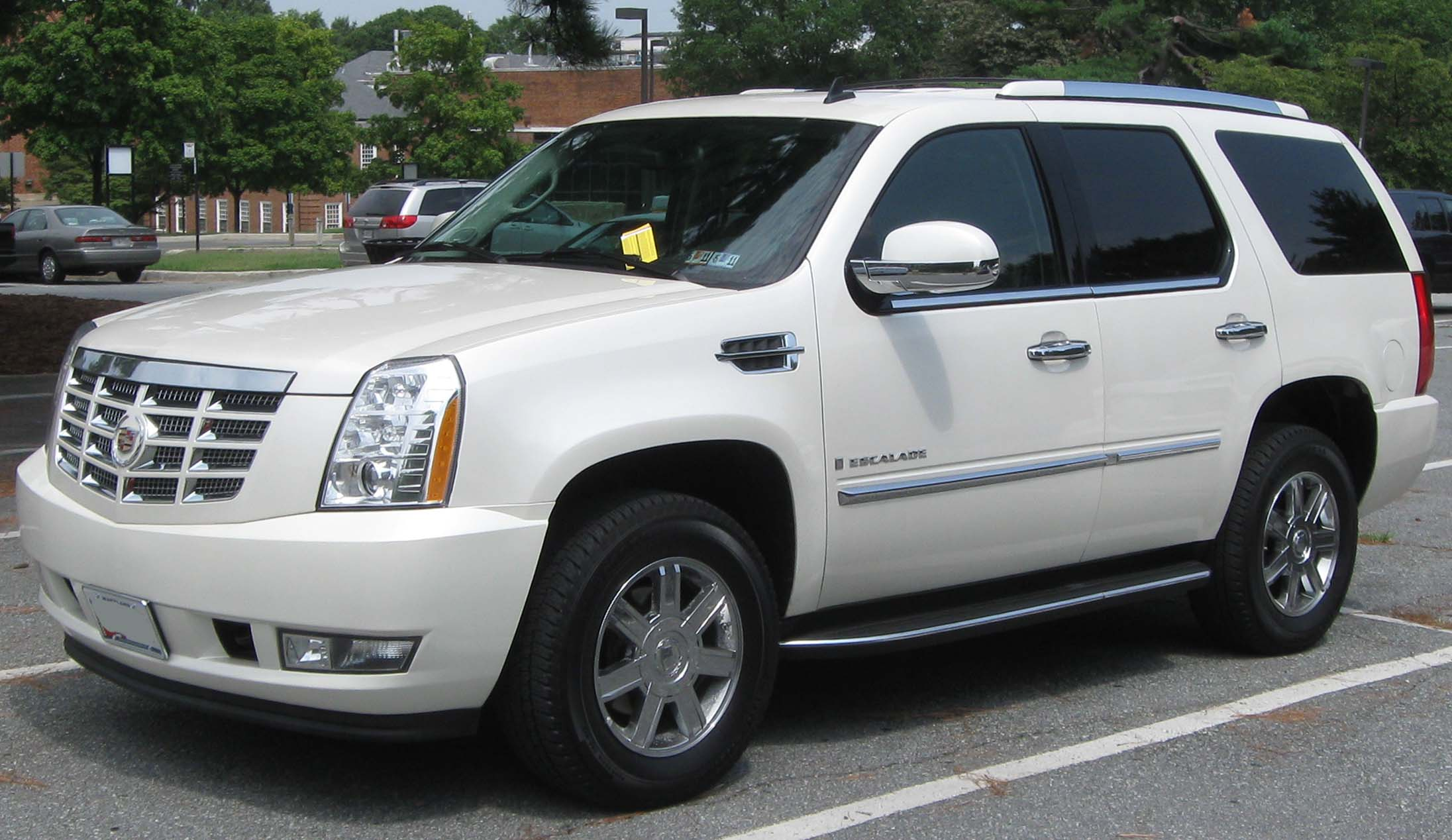
Cadillac Escalade seit 3/2010
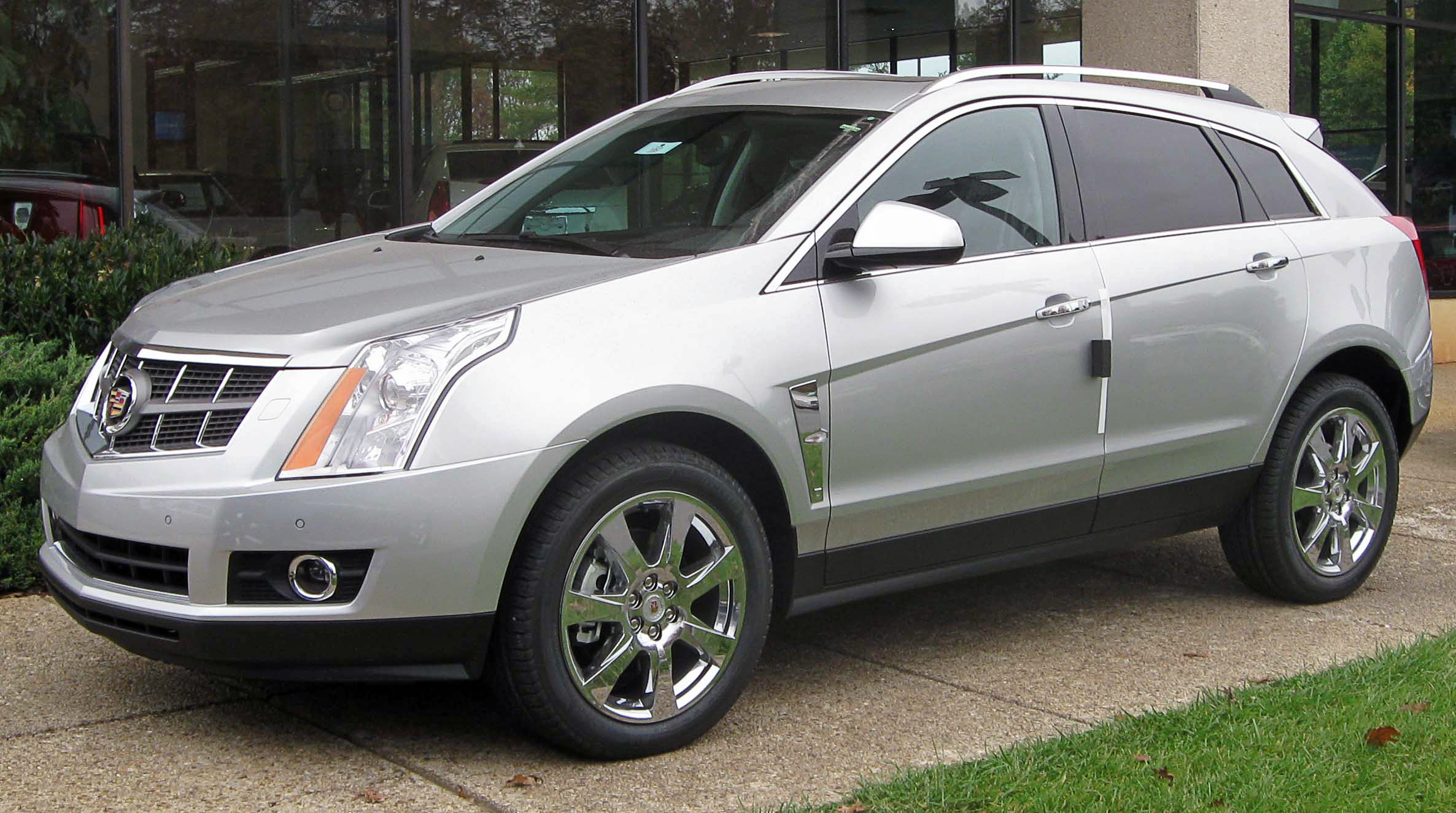
Cadillac SRX 3/2010 bis 1/2011
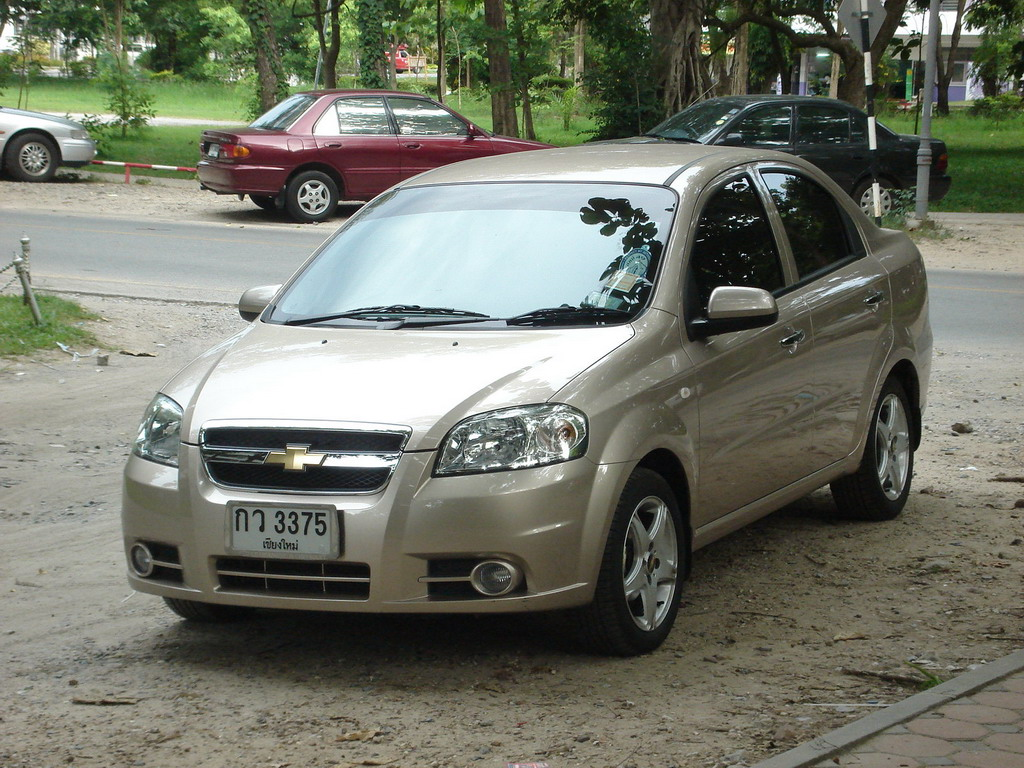
Chevrolet Aveo 4D seit 5/2010
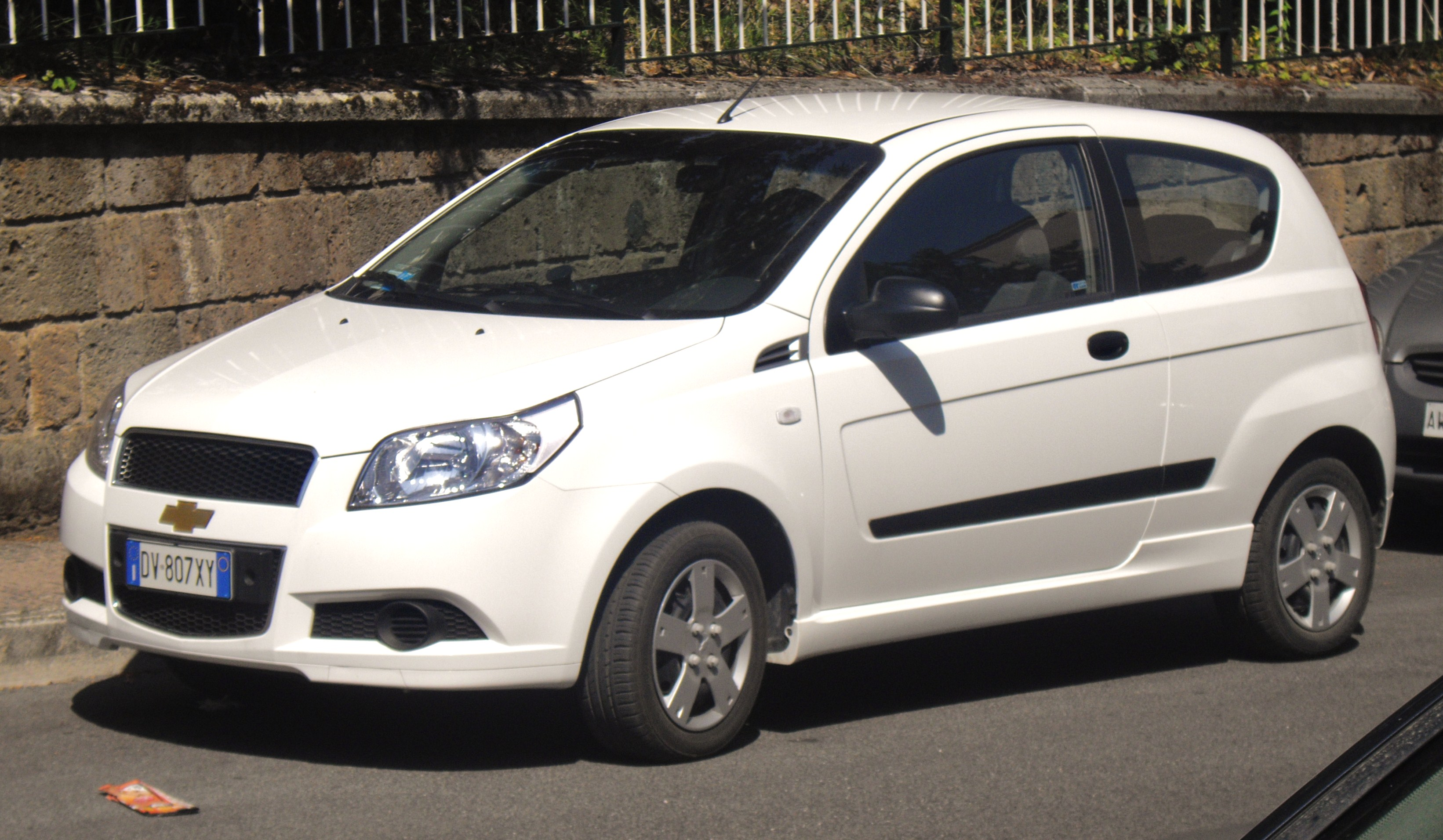
Chevrolet Aveo 5D seit 5/2010
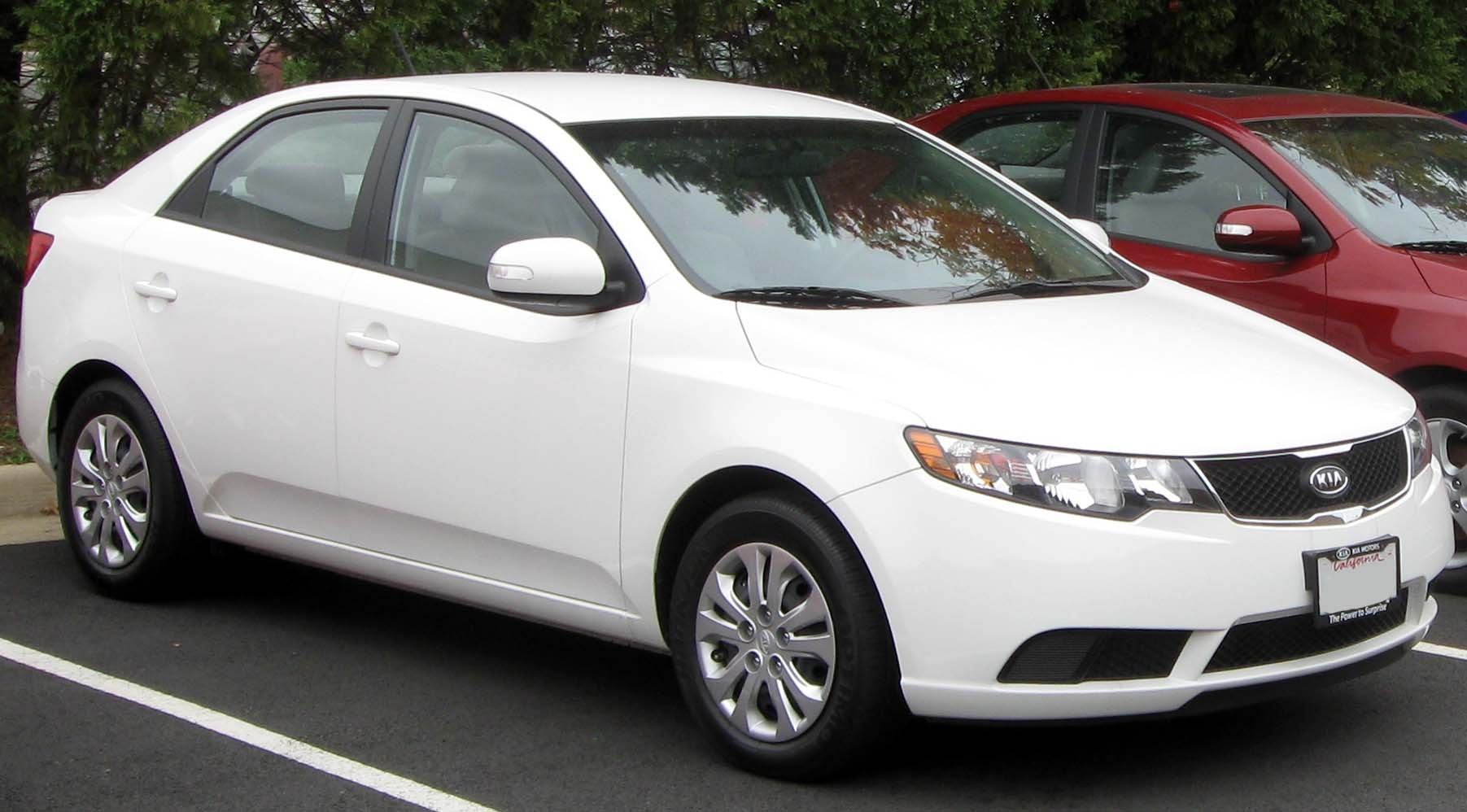
Kia Cerato seit 5/2010
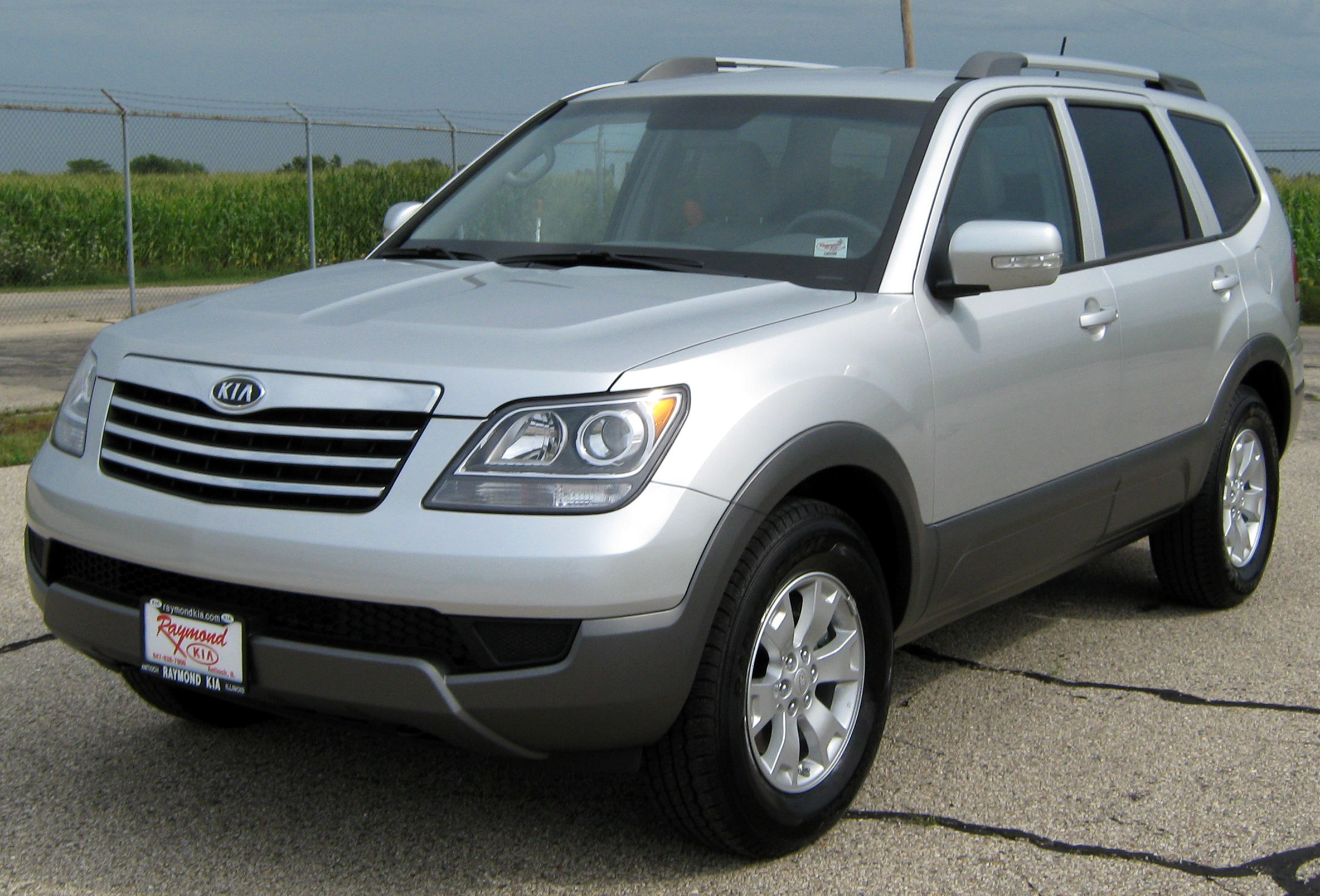
Kia Mohave seit 5/2010
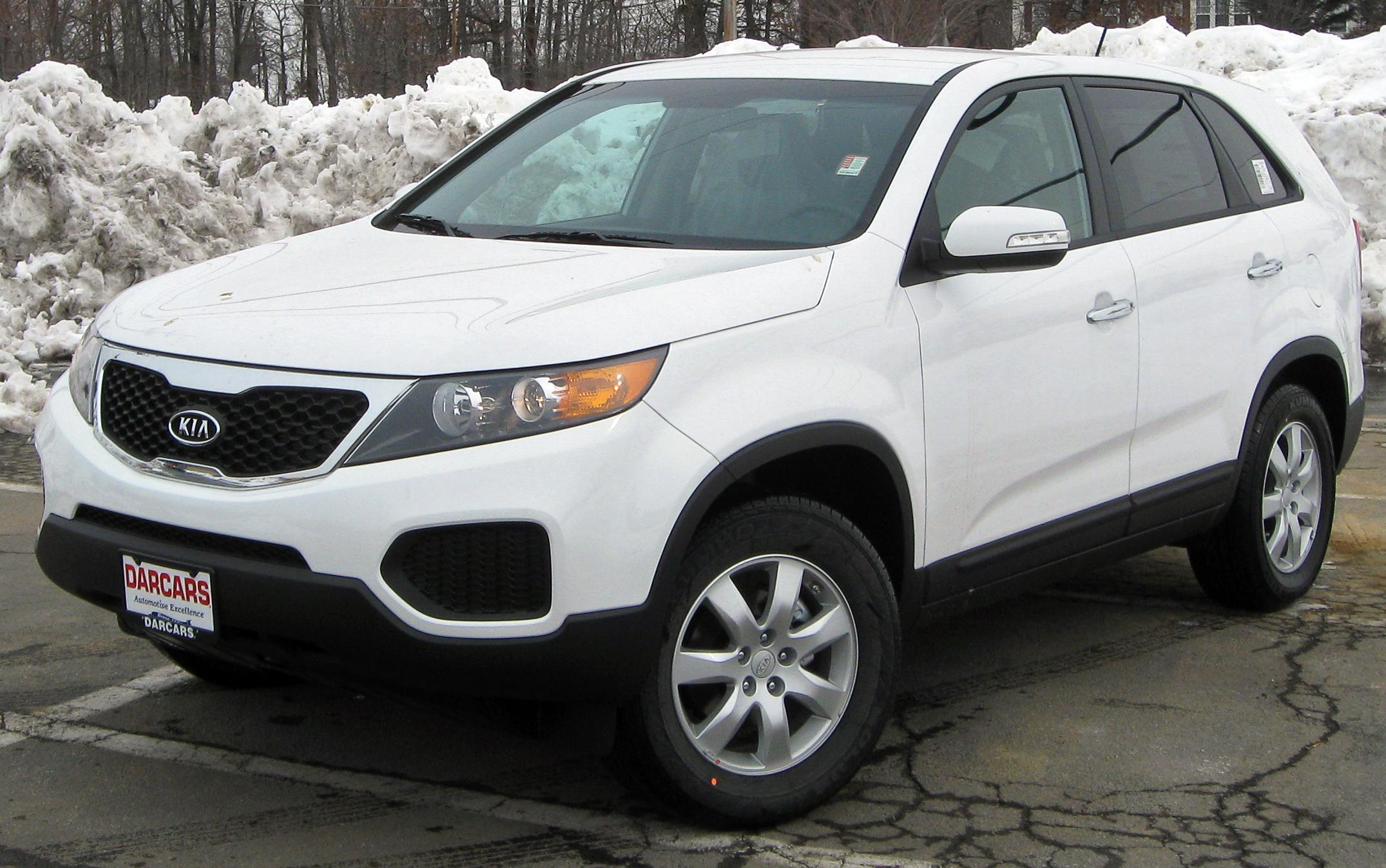
Kia Sorento seit 5/2010
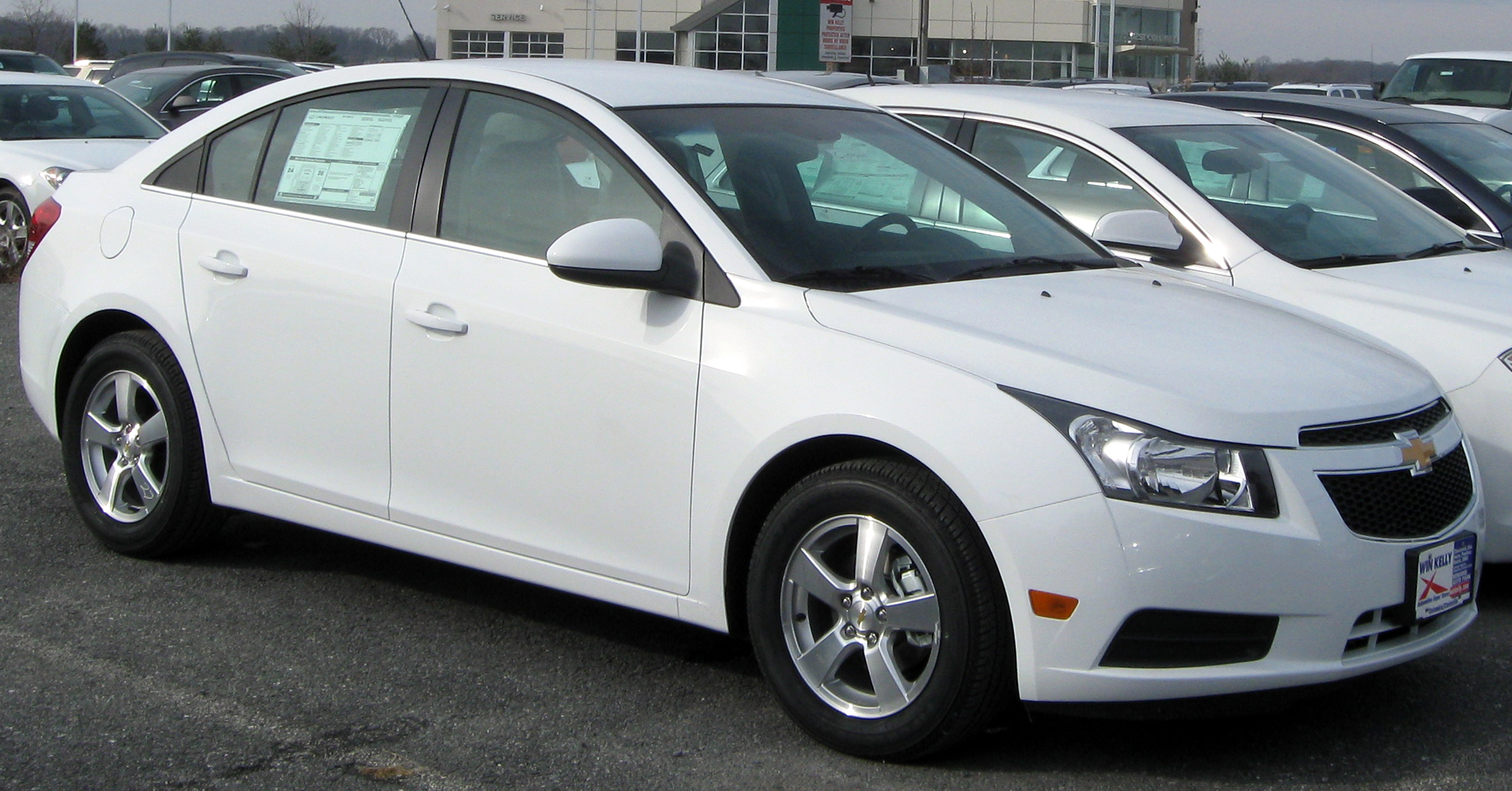
Chevrolet Cruze seit 1/2011
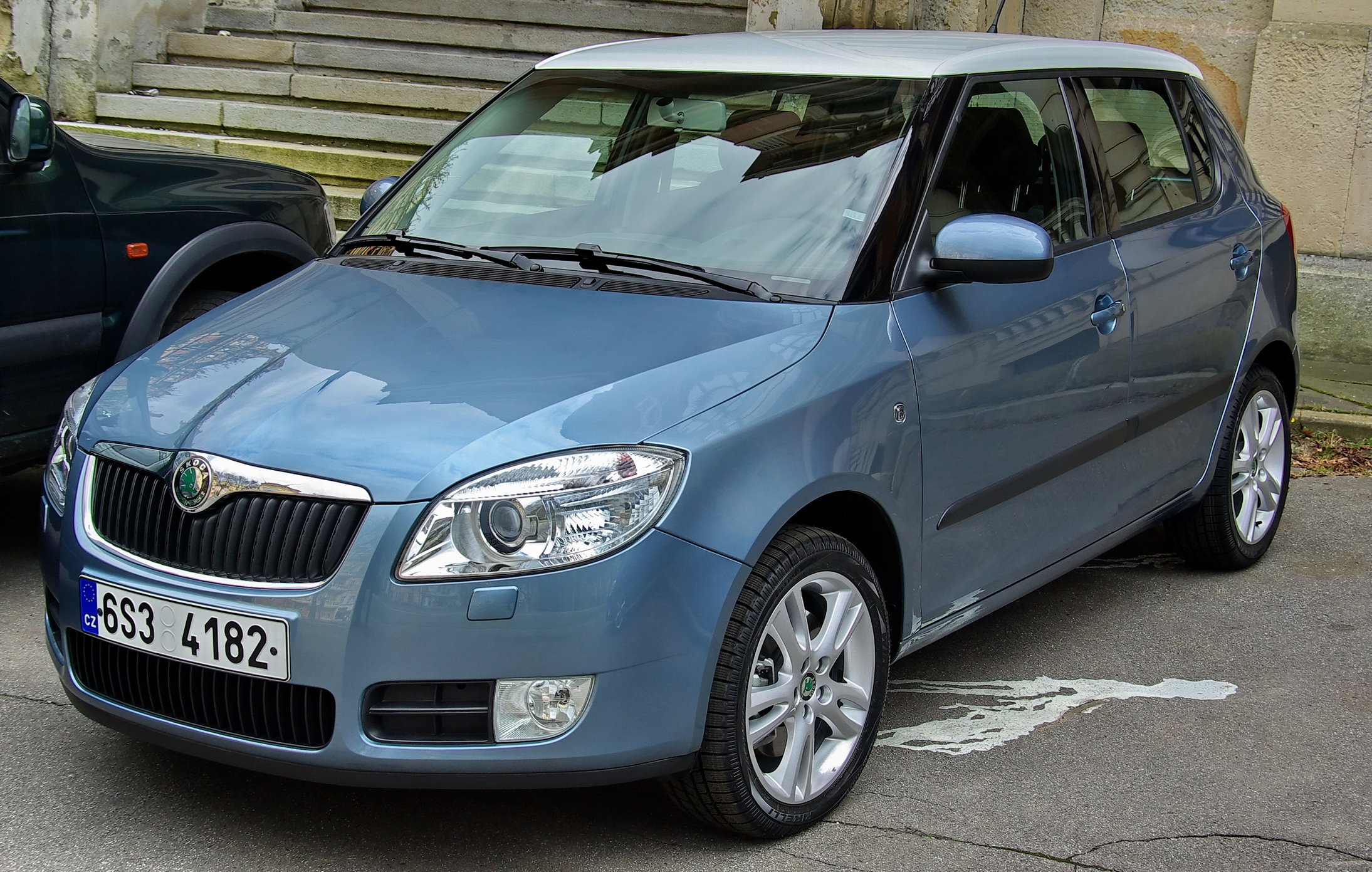
Škoda Fabia seit 1/2011
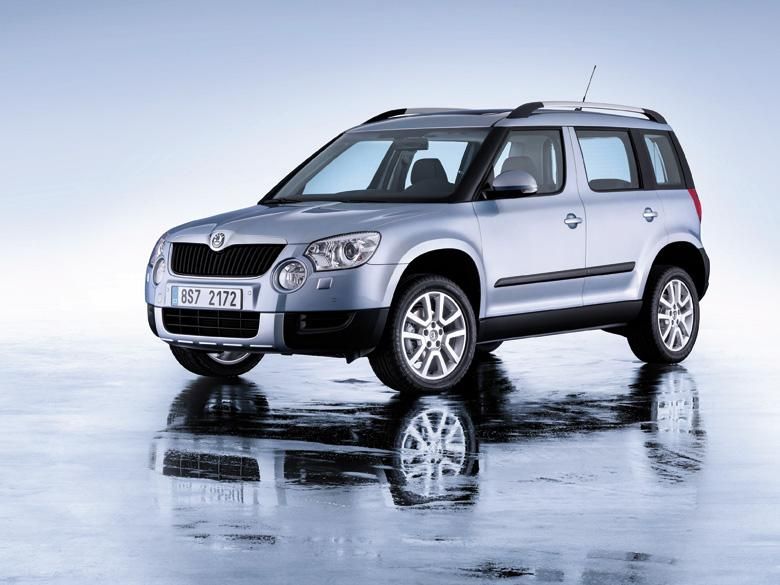
Škoda Yeti seit 1/2011
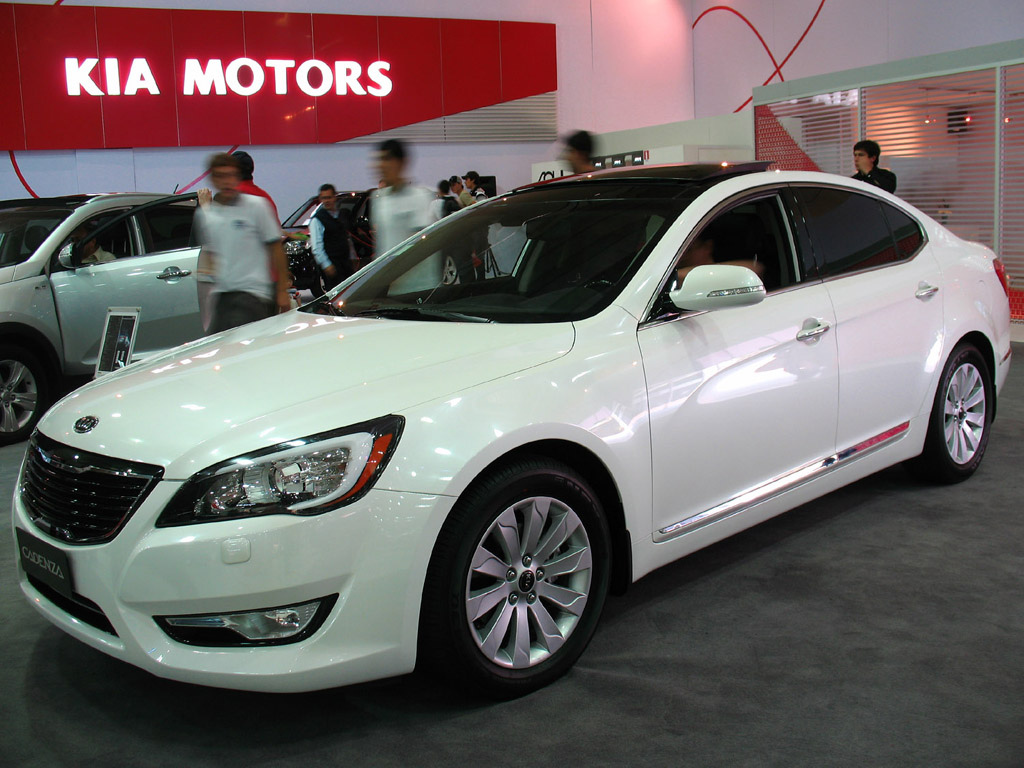
Kia Cadenza seit 2/2011
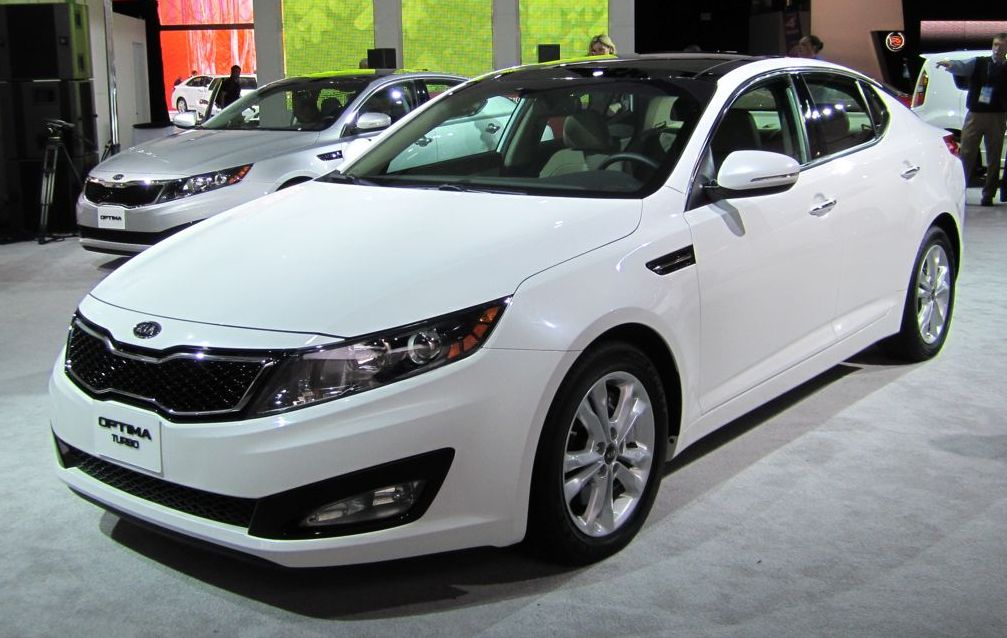
Kia Optima seit 2/2011
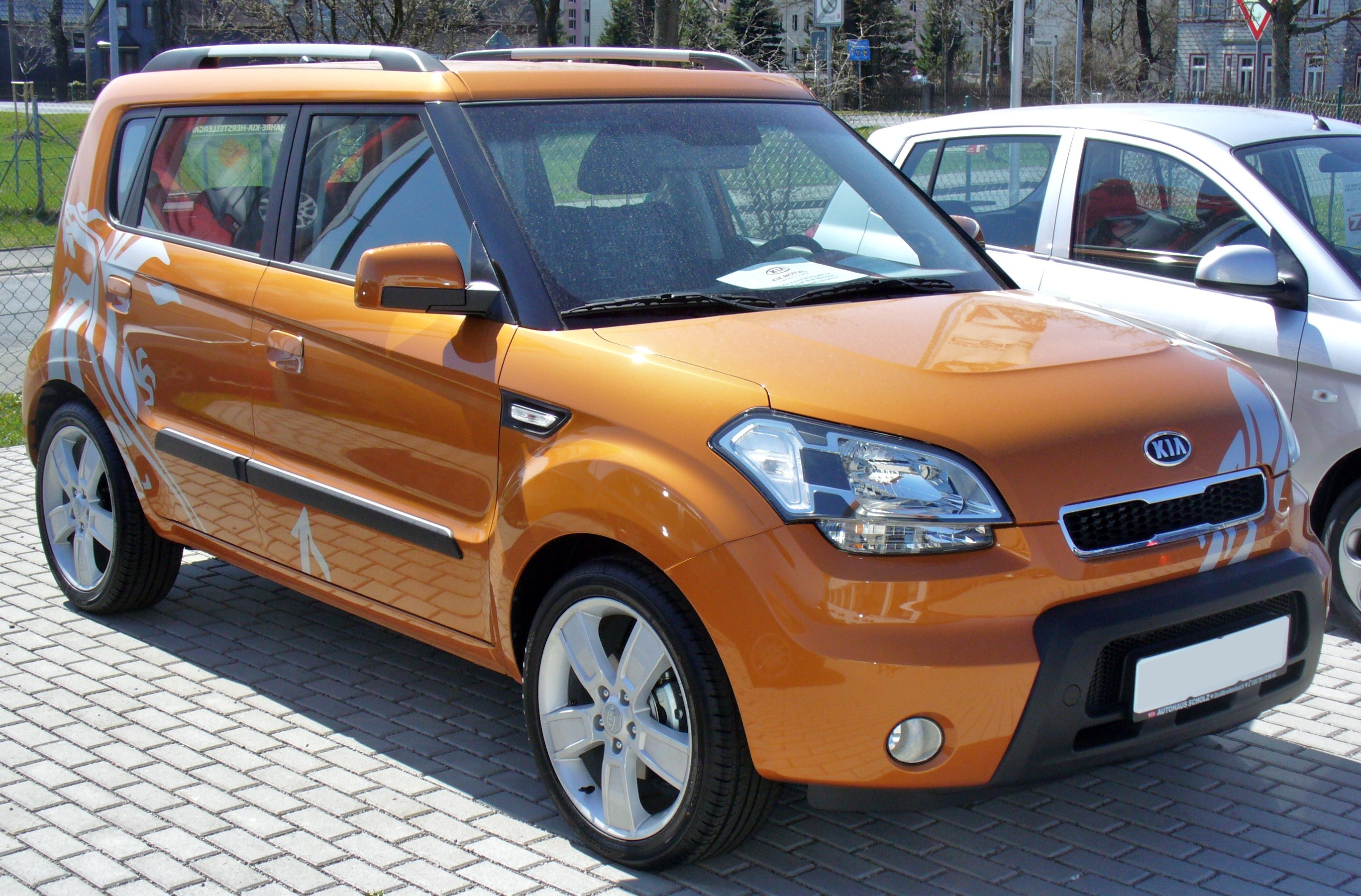
Kia Soul seit 2/2011
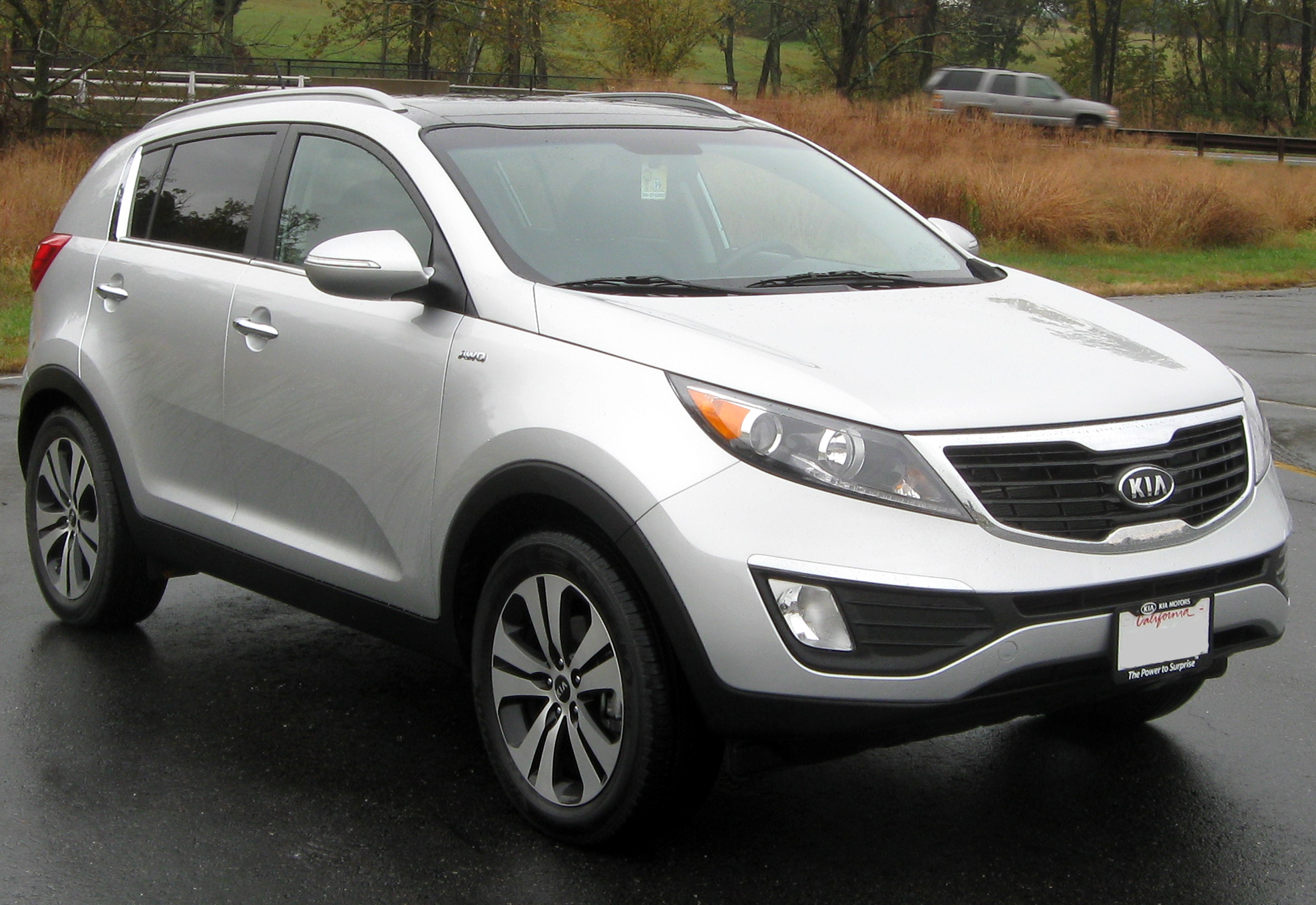
Kia Sportage seit 2/2011
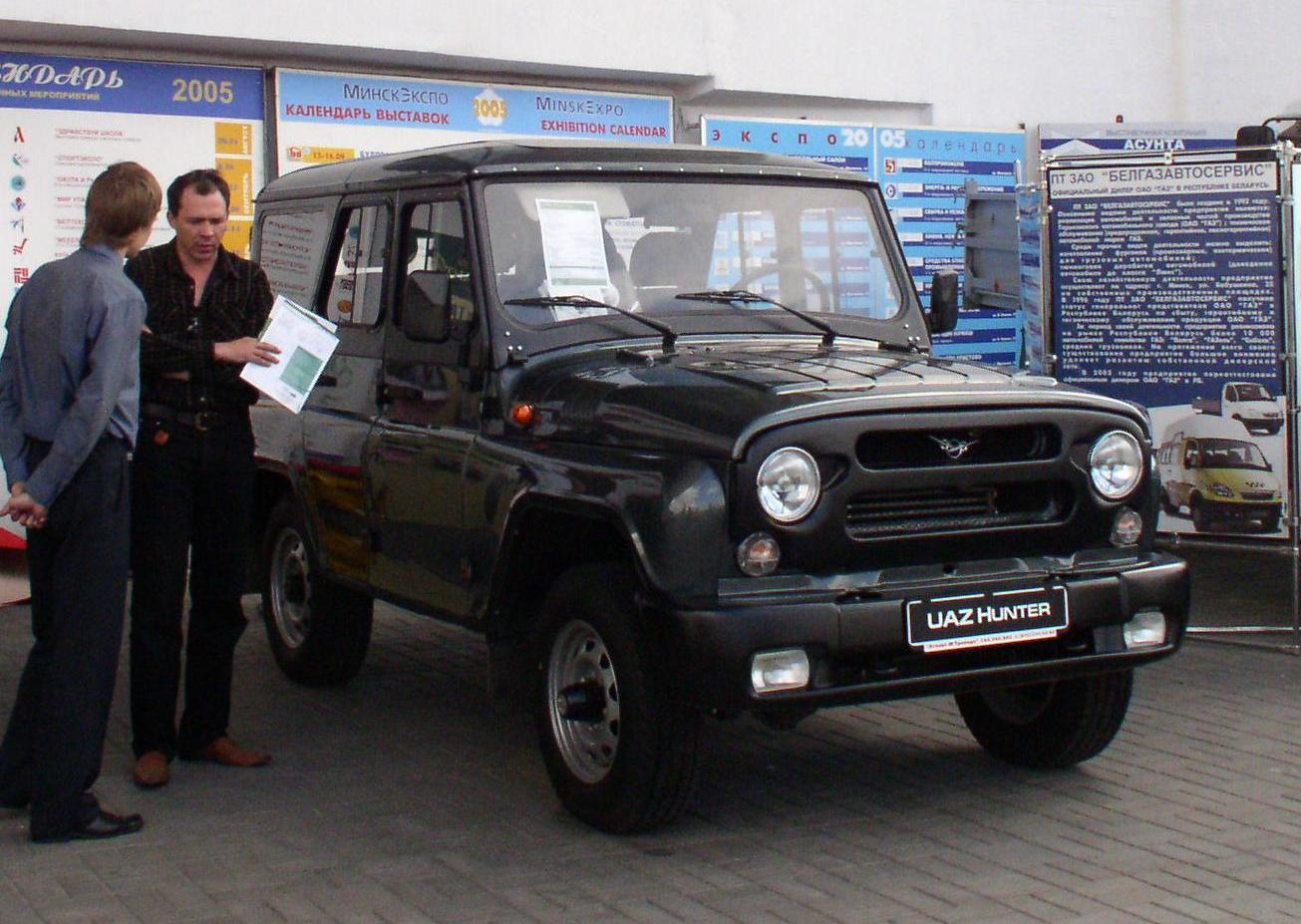
UAZ Hunter ab 2011/2012
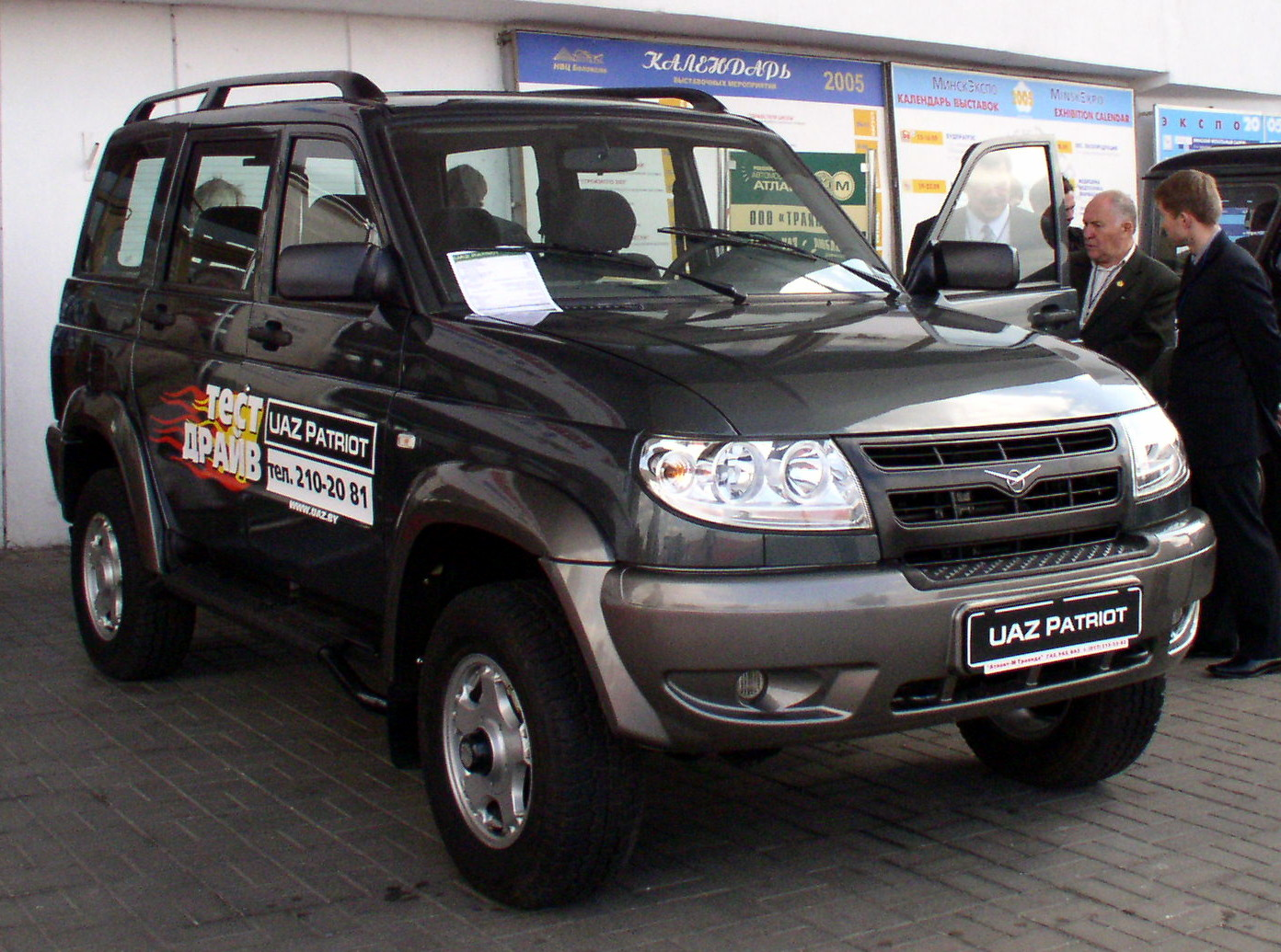
UAZ Patriot ab 2011/2012